# 西湖
西湖位于中华人民共和国浙江省杭州旧城西侧，是中国大陆首批国家重点风景名胜区和中国十大风景名胜之一。中国主要的观赏性淡水湖泊之一。
西湖东靠杭州市区，其余三面环山，面积约6.39平方千米，南北长约3.2千米，东西宽约2.8千米，绕湖一周近15千米。西湖平均水深2.27米，水体容量约为1429万立方米。湖中被孤山、白堤、苏堤、杨公堤分隔，按面积大小分别为外西湖、西里湖（又称“后西湖”或“后湖”）、北里湖（又称“里西湖”）、小南湖（又称“南湖”）及岳湖等五片水面，其中外西湖面积最大。孤山是西湖中最大的天然岛屿，苏堤、白堤越过湖面，小瀛洲、湖心亭、阮公墩三个人工小岛鼎立于外西湖湖心，雷峰塔与保俶塔隔湖相映，由此形成了“一山、二塔、三岛、四堤、五湖”的基本格局。
西湖在历史上曾被评选为首批国家重点风景名胜区（1982年）、中国十大风景名胜（1985年）和首批国家5A级旅游景区（2006年）。此外，1979年中华人民共和国发行的外汇兑换券壹圆券以及2004年发行的第五套人民币壹圆纸币背面均使用了三潭印月的图案。而在中华人民共和国护照第20页上则使用了西湖远景的图案。2011年6月24日，杭州西湖文化景观列入世界遗产名录。

## 名称
西湖最早称武林水。《汉书·地理志》：“钱唐，西部都尉治。武林山，武林水所出，东入海，行八百三十里。”后又有钱水、钱唐湖、明圣湖、金牛湖、石涵湖、上湖、潋滟湖、放生池、西子湖、高土湖、西陵湖、龙川、销金锅、美人湖、贤者湖、明月湖诸般名称，但是只有两个名称为历代普遍公认，并见诸于文献记载：一是因杭州古名钱塘，湖称钱塘湖；一是因湖在杭城之西，故名西湖。最早出现的“西湖”名称，是在白居易的《西湖晚归回望孤山寺赠诸客》和《杭州回舫》这两首诗中。北宋以后，名家诗文大都以西湖为名，钱塘湖之名逐渐鲜为人知。而苏轼的《乞开杭州西湖状》，则是官方文件中第一次使用“西湖”这个名称。

## 沿革

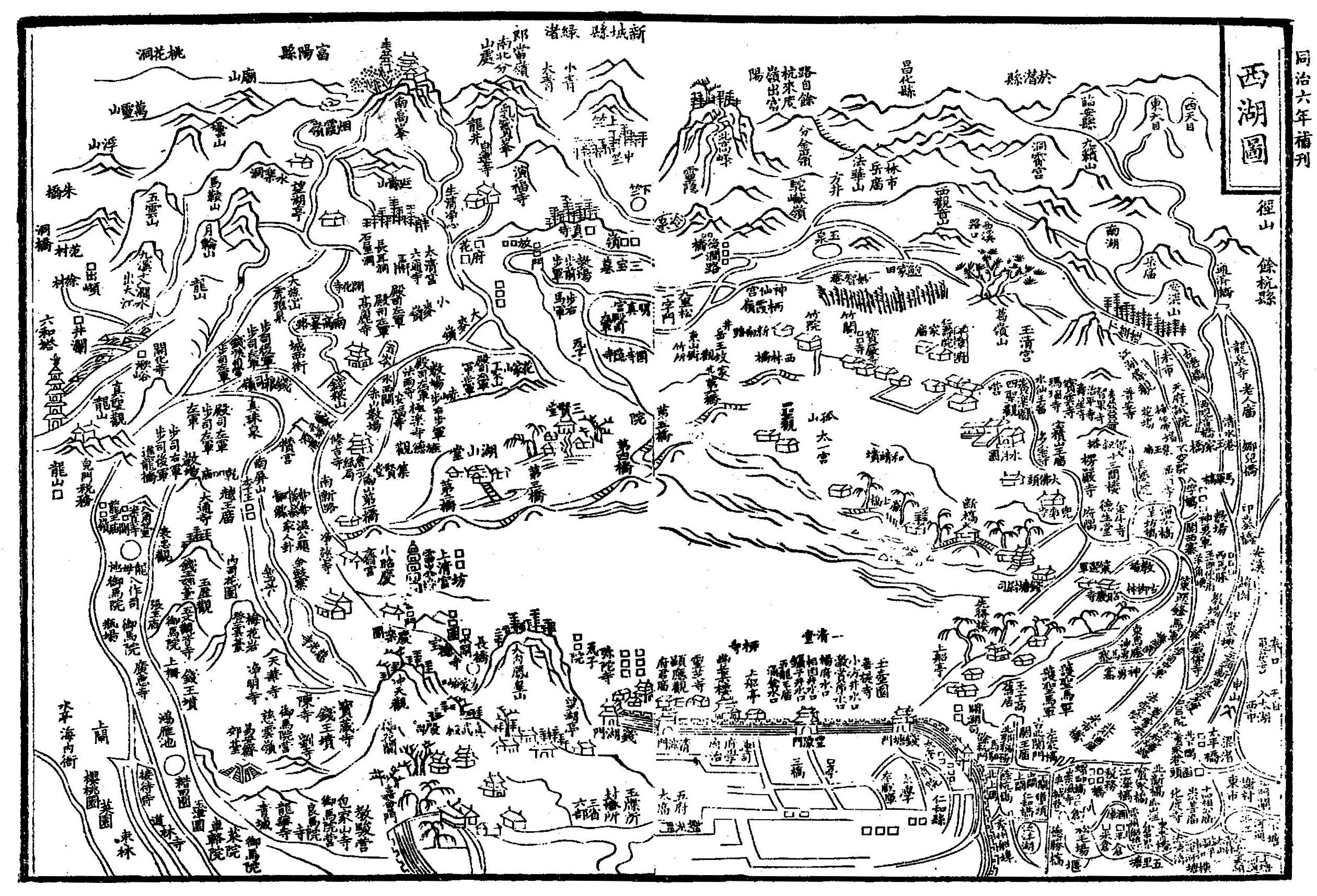
西湖图，出自《咸淳临安志》，清同治六年补刊

### 秦汉－唐代
2000多年前，西湖还是钱塘江的一部分，由于泥沙淤积，在西湖南北两山——吴山和宝石山山麓逐渐形成沙嘴，此后两沙嘴逐渐靠拢，最终毗连在一起成为沙洲，在沙洲西侧形成了一个内湖，即为西湖，此时大约为秦汉时期。张岱《西湖梦寻》记载：“大石佛寺，考旧史，秦始皇东游入海，缆舟于此石上。”此处所言大石佛寺，即位于西湖北侧的宝石山下，目前尚有“秦始皇缆舟石”之景。
自从隋朝大业六年（610年）开凿江南运河，与北运河相接，沟通南北五大水系，便捷的交通也促进了杭州的经济发展和旅游活动。唐代，西湖面积约有10.8平方公里，比现在湖面面积大近一倍，湖的西部、南部都深至西山脚下，东北面延伸到武林门一带。香客可泛舟至山脚下再步行上山拜佛。由于当时未修水利，西湖时而遭大雨而泛滥，时而因久旱而干涸。
建中二年九月（781年），李泌调任杭州刺史。为了解决饮用淡水的问题，他创造性地采用引水入城的方法，即在人口稠密的钱塘门、涌金门一带开凿六井，采用"开阴窦"（即埋设瓦管、竹筒）的方法，将西湖水引入城内。六井现大都湮没，仅相国井遗址在解放路井亭桥西。其余五井是：西井（原在相国井之西），方井（俗称四眼井），金牛井（原在西井西北），白龟井（原在龙翔桥西），小方井（俗称六眼井，原在钱塘门内，即今小车桥一带）。
長慶二年十月（822年），白居易担任杭州刺史期间，兴修水利，拓建石涵，疏浚西湖，修筑堤坝水闸，增加湖水容量，解决了钱塘至盐官（海宁）间农田的灌溉问题。白氏在钱塘门外修堤，建石涵闸，把湖水贮蓄起来，还书写《钱塘湖闸记》刻于石碑，写明堤坝的功用，以及蓄放水和保护堤坝的方法。如今白公堤遗址早已无存，但后人却借白堤（当时称“白沙堤”）以缅怀白公。白氏不仅留下了惠及后世的水利工程，还创作了大量有关西湖的诗词。最为著名的作品有《钱塘湖春行》、《春题湖上》和《忆江南》。

### 五代－宋代

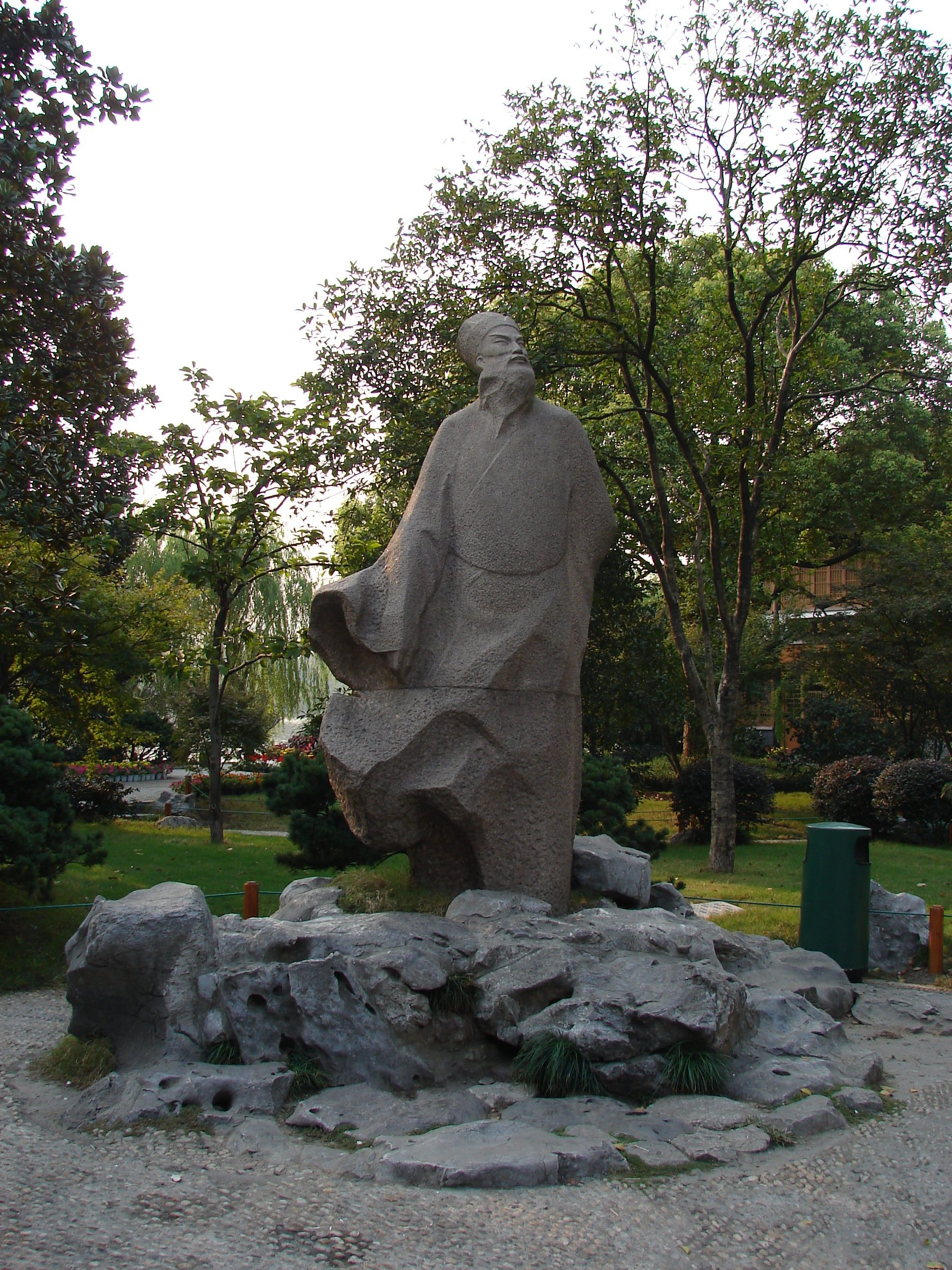
苏堤旁的苏东坡雕像

吴越国和南宋是杭州发展史上极其显赫的时期。西湖在此两朝全面开发和基本定型。
五代十国时期，吴越国以杭州为都城，促进与沿海各地的交通，与日本、朝鲜等国通商贸易。同时，由于吴越国历代国王崇信佛教，在西湖周围兴建大量寺庙、宝塔、经幢和石窟，扩建灵隐寺，创建昭庆寺、净慈寺、理安寺、六通寺和韬光庵等，建造保俶塔、六和塔、雷峰塔和白塔，一时有佛国之称。灵隐寺、天竺等寺院和钱塘江观潮是当时的游览胜地。由于西湖的地质原因，淤泥堆积速度快，西湖疏浚成了日常维护工作，因此吴越国王钱鏐于宝正二年（927年）置撩湖兵千人，芟草浚泉，确保了西湖水体的存在。
北宋后期，著名诗人苏轼对西湖治理做出了极大贡献。从五代至北宋后期，西湖长年不治，葑草湮塞占据了湖面的一半。元祐五年（1090年），苏轼上《乞开杭州西湖状》于宋哲宗，断言：“杭州之有西湖，如人之有眉目，盖不可废也。”同年四月，动员20万民工疏浚西湖，并用挖出来的葑草和淤泥，堆筑起自南至北横贯湖面2.8公里的长堤，在堤上建六座石拱桥，自此西湖水面分东西两部，而南北两山始以沟通。后人为纪念他，将这条长堤称为“苏堤”。相传杭州名菜“东坡肉”，就是苏东坡犒赏疏浚民工的美食。诗人苏轼在杭州留下了《饮湖上初晴后雨》、《望湖楼醉书》等众多诗篇。
1127年，南宋定都临安后，杭州成为全国的政治、经济、文化中心，人口激增，经济繁荣，进入了发展的鼎盛时期。南宋吴自牧在《梦粱录》中写道：“临安风俗，四时奢侈，赏玩殆无虚日。西有湖光可爱，东有江潮堪观，皆绝景也。”杭州的旅游者，每年除香客外，又增加了各国的使臣、商贾、僧侣，赴京赶考的学子，国内来杭贸易的商人。西湖的风景名胜开始广为人知。当时，西湖泛舟游览极为兴盛，据古籍记载，“湖中大小船只不下数百舫”，“皆精巧创造，雕栏画拱，行如平地。
”南宋诗人林升在《题临安邸》对当时的盛况做了生动的描绘。“山外青山楼外楼，西湖歌舞几时休？
暖风熏得游人醉，直把杭州作汴州。”另外，诗人杨万里也曾作诗《晓出净慈寺送林子方》，盛赞西湖美景。

### 元代－清代

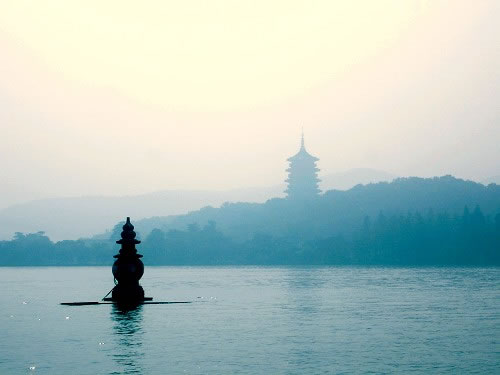
三潭映月与雷峰塔

元代，西湖依然是歌舞升平的“销金窟”。据《元史》卷23记，在至大二年（1309年），“江浙杭州驿，半岁之间，使人过者千二百余，有桑兀、宝合丁等进狮、豹、鸦、鹘，留二十有七日，人畜食肉千三百余斤。”西域和西欧各国的商人、旅行家，来杭州游览的增多。马可·波罗在游记中称赞杭州是“世界上最美丽华贵”的“天城”。元代后期，继南宋“西湖十景”，又有“钱塘十景”，游览范围比宋代有所扩大。元世祖至元期间，曾一度疏浚西湖，作放生池，部分湖面又逐渐葑积成桑田。但到了元朝后期，西湖疏于治理，富豪贵族沿湖围田，西湖日渐荒芜，湖面大部分被淤为茭田荷荡。
直到明代宣德、正统年间（1426年－1449年），杭州开始恢复繁荣，地方官也才开始关注西湖。弘治十六年，知州杨孟瑛冲破来自豪富们的巨大阻力，在巡按御史车梁支持下，奏请疏浚西湖，由工部拨款。据明《西湖游览志》卷一载：“是年二月兴工，……为佣一百五十二日，为夫六百七十万，为直银二万三千六百零七两，拆毁田荡三千四百八十一亩……，自是西湖始复唐宋之旧。”疏浚工程使苏堤以西至洪春桥、茅家埠一带尽为水面，疏浚挖出的葑泥，除加宽苏堤外，在里湖西部堆筑长堤，后人称杨公堤。
万历三十五年（1607年），钱塘县令聂心汤在湖中的小瀛洲放生池外自南向西堆筑环形长堤，形成了独特景观。万历三十九年（1611年），钱塘县令杨万里继续堆筑外堤，到四十八年基本完工，堤岛之间用桥相连呈田字型，构成湖中湖、岛中岛的园林格局。池外造三座小石塔，谓之三潭。
清代，因康熙、乾隆两皇帝多次南巡到杭州，促进西湖的整治和建设。康熙五次到杭州游览，并为南宋时形成的“西湖十景”题字，地方官为题字建亭立碑，使“双峰插云”、“平湖秋月”等未定点的景目，有了固定的观赏位置。雍正年间，还推出“西湖十八景”。乾隆六次到杭州游览，又为“西湖十景”题诗勒石；又题书“龙井八景”。乾隆年间，杭州人翟灏、翟瀚兄弟合著《湖山便览》一书，记载西湖游览景点增加到1016处，为杭州最早的导游书籍。乾隆年间兴建的北京皇家园林颐和园的昆明湖东西两堤也是模仿西湖苏堤六桥而建的。
明清两代，西湖又经历了几次疏浚，挖出的湖泥堆起了湖中的湖心亭、小瀛洲两个岛屿。
雍正年间，西湖面积尚有7.54平方公里，但葑滩20多公顷，经过大规模的疏浚后，面积广及现在的西山路以西至洪春桥、茅家埠、乌龟潭、赤山埠一带。雍正五年（1727年），浙江巡抚李卫用银四万二千七百四十二两，开浚西湖湖道，在金沙港、赤山埠、丁家山、茅家埠筑石堰各一座，用以蓄泄沙水入湖。嘉庆五年（1800年），浙江巡抚颜检奏浚西湖兴修水利，后由浙江巡抚阮元主持，用疏浚挖出的泥土堆筑土墩（即阮公墩）。至此，现代西湖的轮廓已经形成。同治三年（1864年），创立西湖浚湖局，委钱塘丁丙主事。

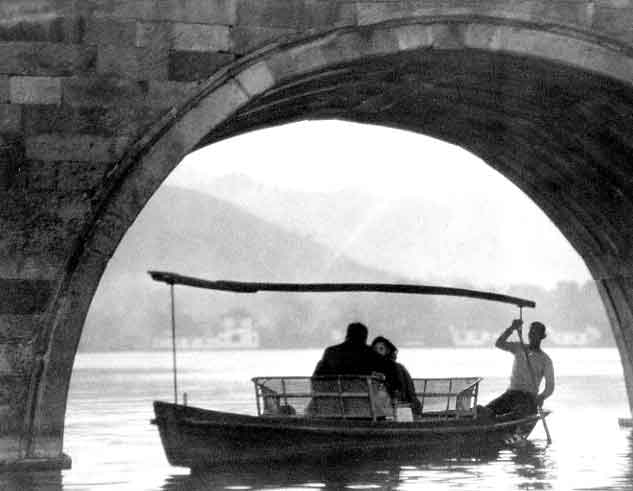
1931年的杭州西湖

### 清末至1949年
自清朝末期至中華民國迁台前时期，沪杭、杭甬、浙赣等铁路线以及杭州至上海、南京、宁波等地的公路相继建成，便利的交通条件促进了杭州旅游的发展。除传统的香客外，上海、南京等地游客以及欧美、日本等国的遊客也日渐增多。《杭州市政府十周年纪念特刊》记载，民国19－25年（1930－1936年）外地人到訪杭州累计为32,845人。
民国时期杭州旅游资源日益丰富，西湖景点和文物古迹不断增多。政府将孤山的清代行宫中的御花园辟为公园，民国16年，改称中山公园，公园左侧辟为浙江忠烈祠，祀浙军攻克金陵阵亡将士，还在西泠桥附近建徐锡麟、秋瑾等烈士墓。民国6年，修建了灵隐寺的大悲阁，数次翻修岳王庙、岳坟。民国12－20年间，修建黄龙洞。民国12－13年，修整倾废的钱王祠，并构筑园林。民国22年，修护已倾斜的保俶塔。

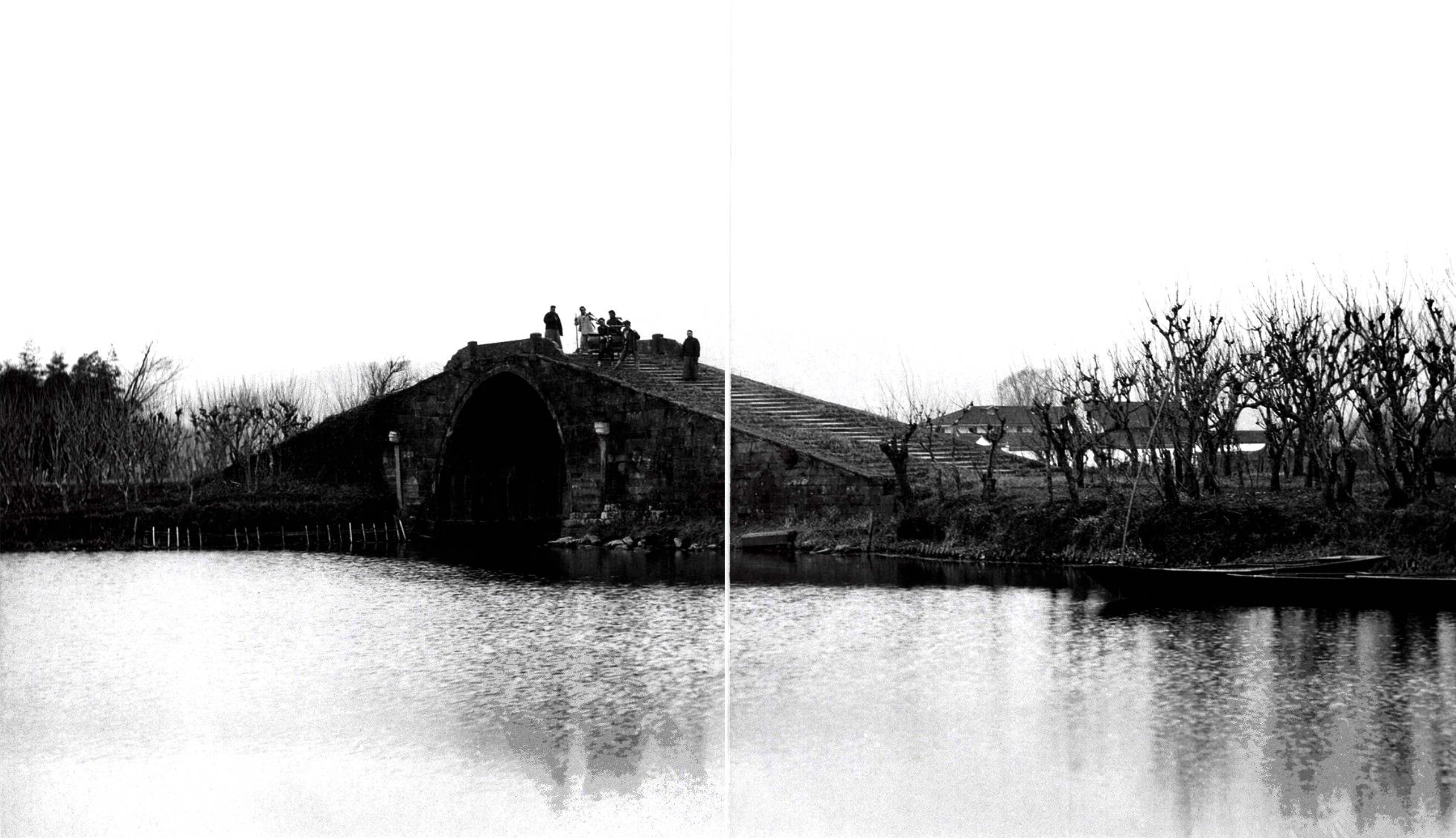
1907年秋瑾初次安葬西湖，抬棺队伍行经苏堤跨虹桥

民国时期，杭州的公园建设始于湖滨公园。1912年浙江军政府拆除钱塘门至涌金门城墙和旗营城垣，沿湖筑湖滨路，离湖20米处设栏，广种花木，称湖滨公园。长约一里的湖滨公园共分为一至五公园。1922年8月29日至30日，中国共产党在西湖举行特别会议，决定有条件地同意共产党员以个人名义加入国民党，促进了第一次国共合作，史称“西湖会议”。1930年春，杭州市政府在长生路之北至钱塘门头，用浚湖之泥填为平地，约21亩余，辟为六公园。1928－1933年，浙江省政府分别在第三公园码头、第二公园码头和第五公园码头建立“陈英士像”、“北伐阵亡将士纪念塔”和“八十八师淞沪战役阵亡将士纪念碑”。

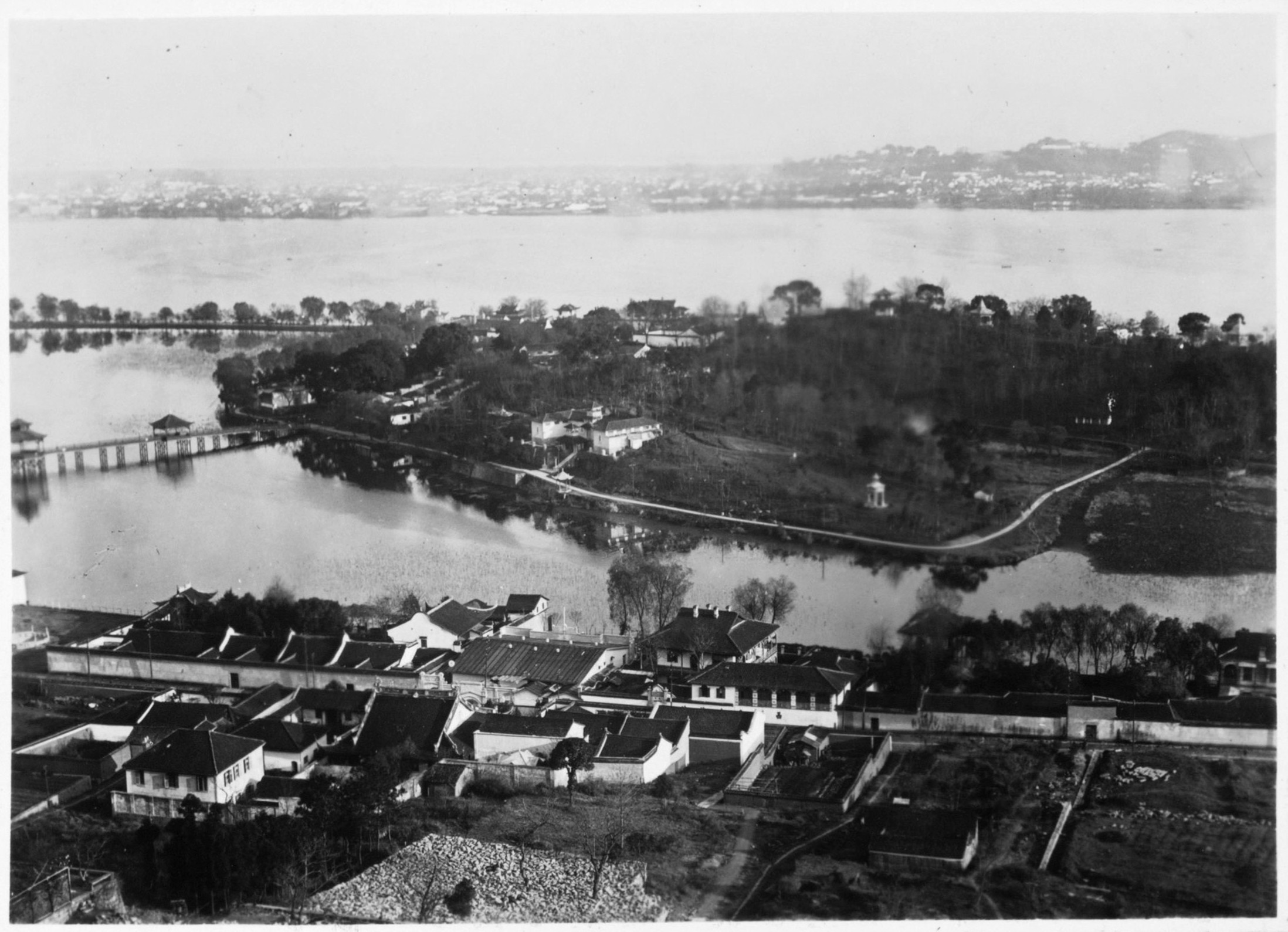
約1937年西湖，《亜細亜大観》圖集

1924年9月25日，有近千年历史的雷峰塔因塔基长期遭盗挖而倒塌，引发社会舆论。鲁迅为此还特地两度撰文评论此事，而“雷峰夕照”也因此有名无实。1929年6月6日－10月20日，浙江省政府举办首届西湖博览会，参观人数总计达2千余万人次。博览会会址设在断桥、孤山、岳王庙、北山等沿湖地区，旨在提倡国货、奖励实业，除全国一千多个代表团外，还有美国、日本、英国、印尼等国组团参观，为民国时期杭州规模最大、时间最长的盛会。1937年3月下旬，蒋介石与周恩来在西湖边的烟霞洞举行秘密会谈，商讨建立抗日民族统一战线，奠定了第二次国共合作的基础，史称“西湖会谈”。

### 1949年至20世纪末

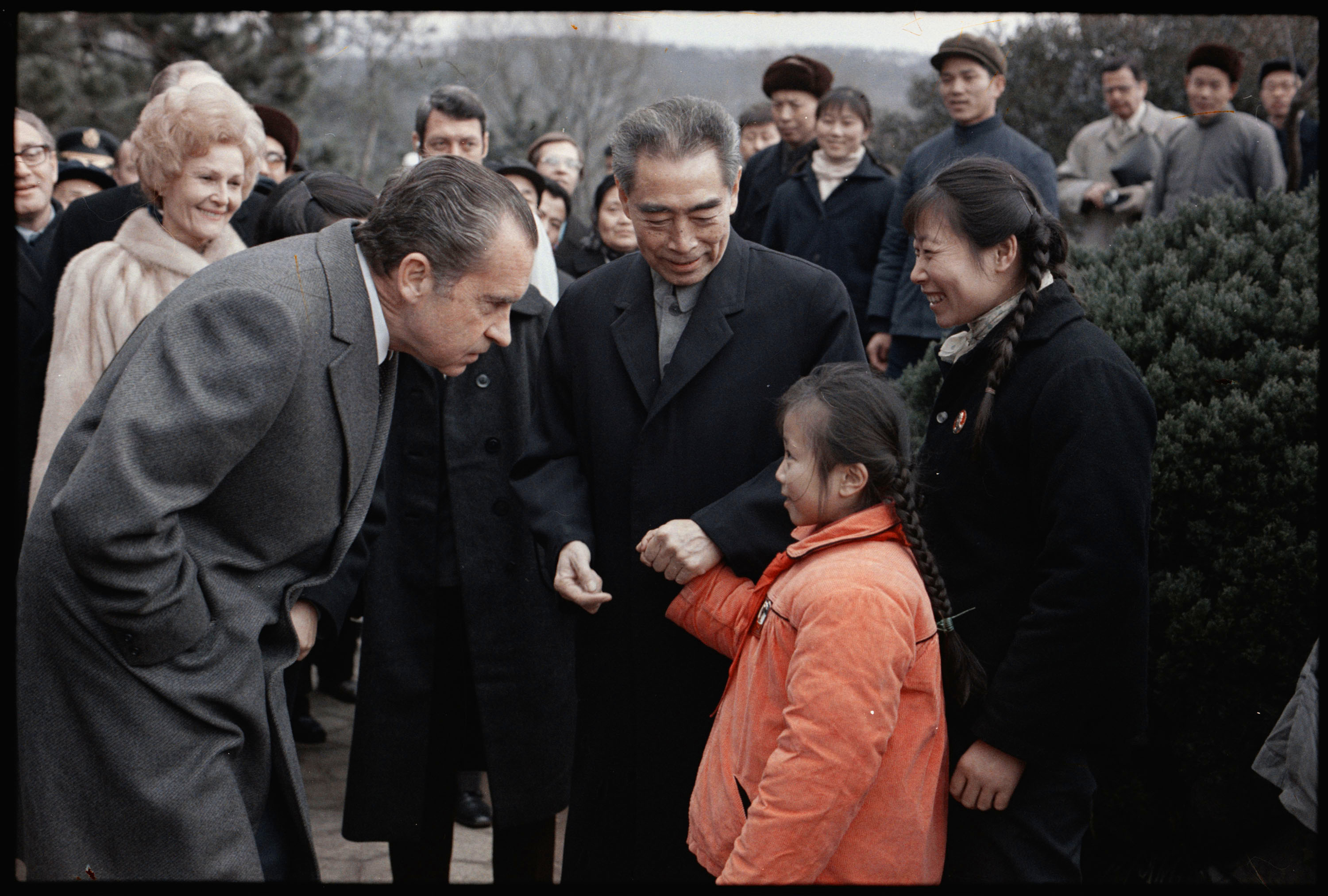
1972年尼克松访华期间与周恩来在西湖公园里问候一位路过的小女孩

中华人民共和国成立后，杭州为全国最早对外开放的旅游城市之一。杭州市人民政府实行封山育林，植树绿化，对西湖进行全面疏浚。在西湖风景区，开辟植物园、花圃，兴建花港观鱼、柳浪闻莺公园，改建玉泉观鱼、涌金公园，整修灵隐寺、净慈寺、岳庙、三潭印月、湖心亭等风景点，修筑环湖西路（西山路）、龙井路、九溪路。1959年杭州西湖共接待外国游客1,400余人，港澳同胞2,300余人，国内游客500余万人次。
杭州西湖的秀丽风光得到了国家最高领导人的青睐。这其中尤以毛泽东经常下榻的刘庄（现为西湖国宾馆）、汪庄（现为西子国宾馆）和林彪建造的七零四工程（现为浙江宾馆）最为知名。1953年12月末，毛泽东在杭州西湖边的刘庄，主持起草了第一部《中华人民共和国宪法》。1972年2月末，美国总统尼克松与周恩来在刘庄的八角亭内草签了《中美联合公报》，这是中美外交史上的一个里程碑。
“文化大革命”后，来西湖旅游人数迅速增加，1978年接待外宾、港澳同胞共计5.3万人次，国内游客约有600万人次。1983年5月，国务院明确杭州为“历史文化名城和全国重点风景旅游城市”。1984年9月，国务院办公厅指出：“把杭州建设成为我国东南部的旅游中心和国际上第一流的风景旅游城市”。此后，杭州政府修复灵隐寺、天竺寺、净慈寺、岳庙、大成殿和“西湖十景”碑亭等古迹，扩建虎跑等名胜，新建麯院风荷等公园，开辟“灵峰探梅”景点，在黄龙洞、阮公墩创办仿古游乐活动，还办起夜花园、音乐夜市等夜游活动。
1949年时，西湖污泥淤塞，湖水平均深度仅0.55米，湖底水草遍生，大型游船很难畅行。1951年，杭州市启动疏浚西湖工程，全面疏浚治理西湖，至1954年，工程已全部实行机械化操作。1976年，国家开始第二次疏浚西湖。此外，杭州市政府还对西湖湖墈进行了全面整修，完工后总长度达29,800米，为西湖有史以来规模最大的一次驳墈。结合驳墈还整修或新建湖滨公园、中山公园、岳坟、苏堤两侧等供游船停靠的大小埠头10余处。1978年至1985年期间，西湖还进行了环湖污水截流工程和西湖引水工程。
1984年，杭州日报社等五家单位发起新西湖十景评选活动。杭州西湖在1982年被评选为首批国家重点风景名胜区，并在1985年入选中国十大风景名胜。2000年，时隔71年后，西湖博览会再度在西子湖畔举行。新西湖博览会（正式名称为“中国杭州西湖国际博览会”）共接待国内外游客140万人次，旅游收入达11.2亿人民币。此后，西湖博览会被确定为杭州一年一度的大型会议展览活动。

### 21世纪

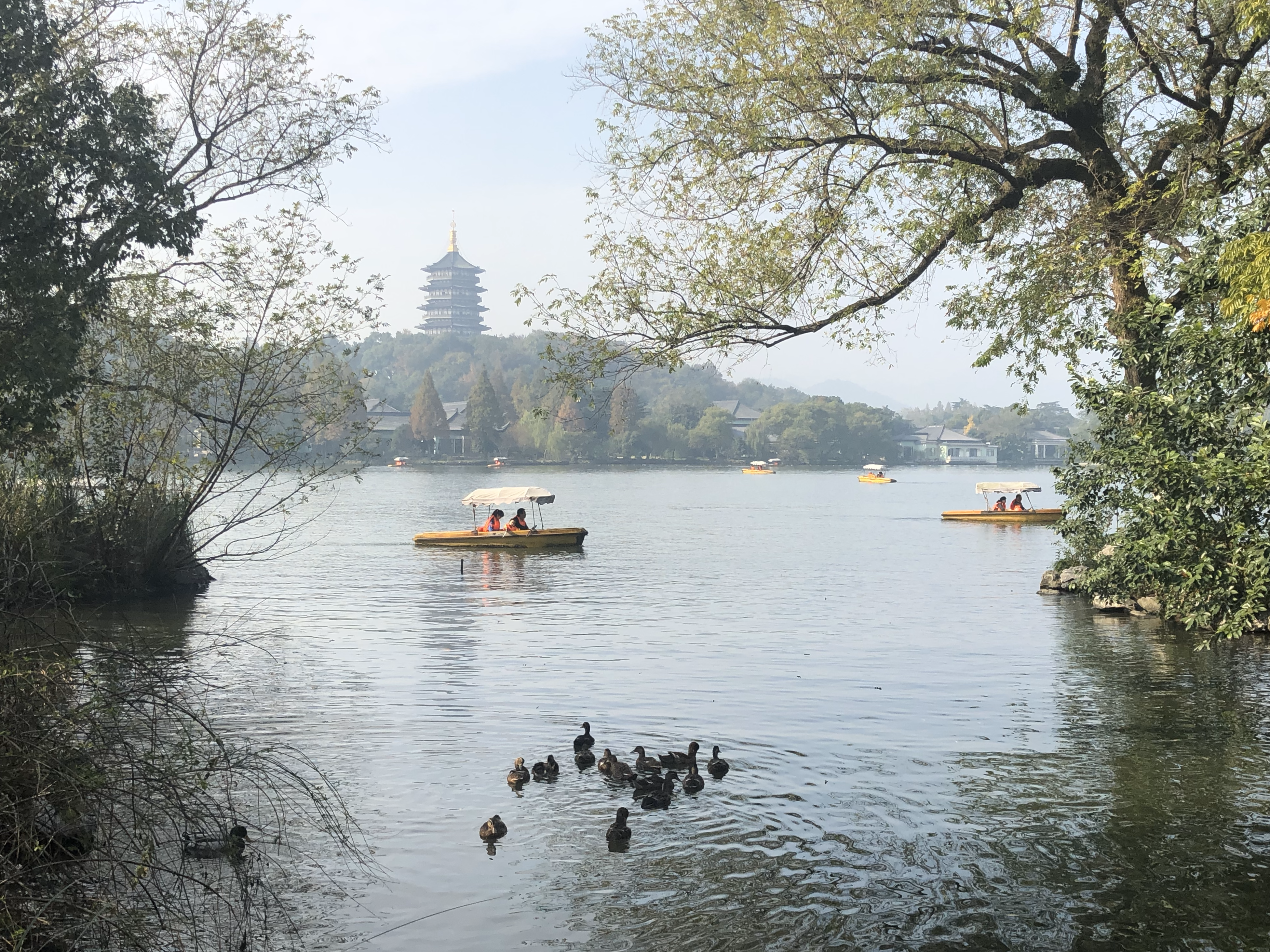
长桥公园内远望重修的雷峰塔

进入二十一世纪，数项整治西湖环境的大型工程被启动。首先是“西湖南线整合工程”。2002年2月至10月，杭州对西湖南线的四大公园（柳浪闻莺、老年公园、少年公园、长桥公园）进行整合。拆除了杭州少年儿童公园的全部游乐设施，并拆除围栏2.25公里，拆除建筑6.57万平方米，开挖水系2.60万平方米，新种乔木8000株，草坪和地被植物4.5万平方米。四大公园均实现二十四小时免费开放。杭州西湖是中国首家也是至今少有的不收门票的5A级景区。
同年10月25日，在78年前倒塌的雷峰塔旧址上，71.7米高的新雷峰塔建成竣工。从此，雷峰塔与保俶塔“南北相对峙，一湖映双塔”的美景重现西湖，缺失了近80年的西湖十景自此成为完整的全景。
2002年底，杭州市政府启动“西湖西进工程”（即杨公堤景区）、新湖滨景区和梅家坞茶文化村等三大综合整治保护工程。在杨公堤景区建设中，主要恢复了茅家埠、乌龟潭等共计70公顷的水面面积，并与西里湖互相沟通，改善和复原了周边的生态湿地。目前，西湖水面已由原先的5.6平方公里扩大为6.5平方公里，基本上达到了300年前西湖的面积。新湖滨景区包括从断桥起，沿白沙路、圣塘闸、环城西路、湖滨路至二公园的沿湖地带，工程将湖滨机动车通道移入地下隧道，路面改造成为综合性休闲购物步行街。梅家坞地处西湖风景区腹地，为西湖龙井茶的重要产地，通过本次整治，景区恢复了茶文化和农家旅游的风格。2003年起，靠近湖滨路与平海路交叉口附近的西湖水面上建立了音乐喷泉系统，吸引了大批游客前去观赏。
2004年国庆节起，杭州花圃、曲院风荷、花港观鱼公园免费向游客和市民开放。加上2002年开放的南线四大公园，西湖沿线成了开放式大公园。2009年3月20日，太子湾公园免费对游客开放。2014年1月，杭州市政府开始对西湖景区在内的高档会所等服务场所展开关停整改等专项行动。

### 列入世界遗产

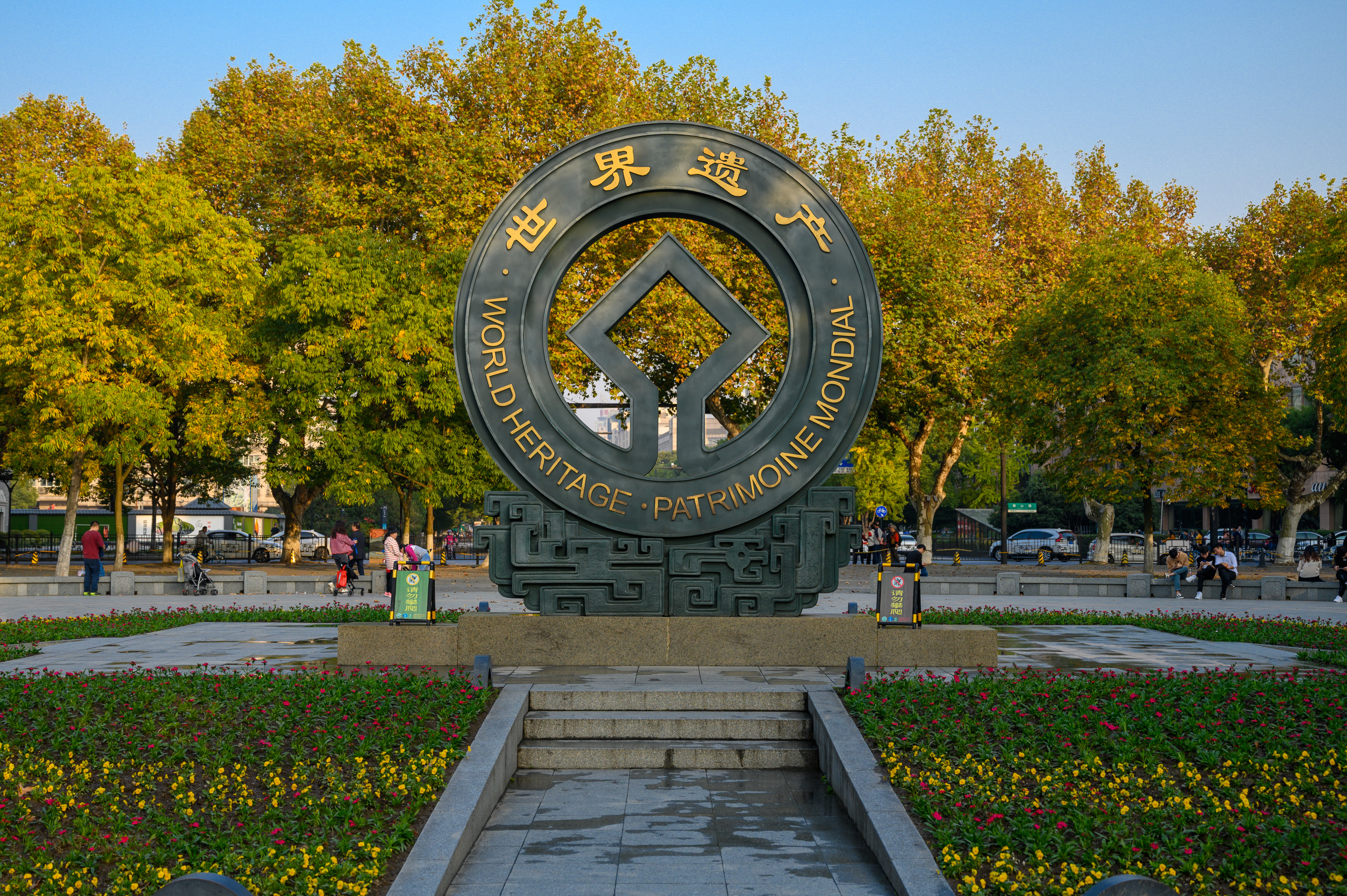
南山公园中的世界遗产标志花坛

1999年，杭州市政府正式宣布为西湖申遗，后中华人民共和国国家文物局向世界遗产中心正式推荐“杭州西湖”作为中国2011年申报项目。
2011年在法国巴黎举办的第35届世界遗产大会上，“杭州西湖文化景观”正式列入世界文化遗产名录。被列入目录的景观范围共计3322.88公顷（包括“西湖十景”以及保俶塔、雷峰塔遗址、六和塔、净慈寺、灵隐寺、飞来峰造像、岳飞墓/庙、文澜阁、抱朴道院、钱塘门遗址、清行宫遗址、舞鹤赋刻石及林逋墓、西泠印社、龙井等其他文化史迹均在这个景观范围之内），缓冲区7270.31公顷，列入的依据标准包括(ii)（即在某期间或某种文化圈里对建筑、技术、纪念性艺术、城镇规划、景观设计之发展有巨大影响，促进人类价值的交流）、(iii)（即呈现有关现存或者已经消失的文化传统、文明的独特或稀有之证据）、(vi)（即具有显著普遍价值的事件、活的传统、理念、信仰、艺术及文学作品，有直接或实质的连结）。2020年6月，杭州市人大常委会将6月24日（西湖文化景观申遗成功日）定为“杭州西湖日”。
杭州西湖文化景观是浙江省境内的首例世界文化遗产，同时也是继江山江郎山（中国丹霞的一部分）后，省内的第二处世界遗产。

## 地质

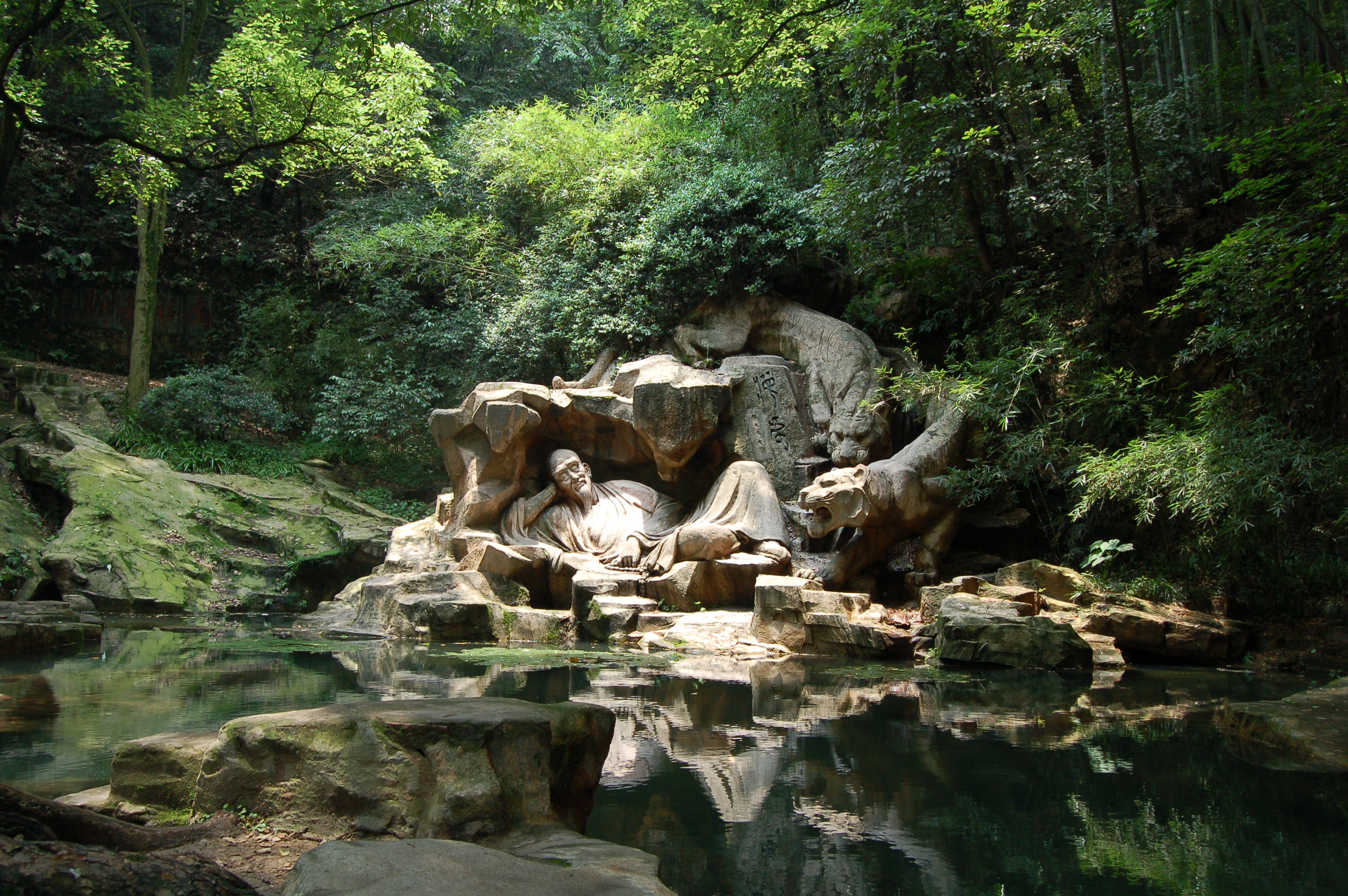
西湖双绝之一的虎跑泉

关于西湖生成的原因，古代有关书籍记载都较简略。明代《西湖游览志》卷一载：“西湖三面环山，溪谷缕注，下有渊泉百道，潴而为湖。”近代学者从地形、地质、沉积及水动力学等方面进行了考证，其中较为普遍的观点认为西湖是由海湾逐渐演变而生的一个潟湖。民国9年（1920年），科学家竺可桢考察西湖地形后发表了《杭州西湖生成的原因》，其称：“西湖原是钱塘江左边的一个小小湾儿，后来由于钱塘江泥沙沉淀下来，慢慢地把湾口塞住，变成一个潟湖。”竺可桢还从沉积率推断，西湖开始形成年代距今一万二千年前。竺氏认为西湖形成之初，面积要比现在大，后由于三面山区中的溪流注入，所挟沙逐渐填充西湖，湖面随之逐渐缩小，倘若没有历代的不断疏浚，西湖恐怕早已湮废。1924年，地质学者章鸿钊发表《杭州西湖成因一解》，对竺氏的观点又进行了补充：西湖之成，其始以潮力所向而积成湖堤，其继以海滩变迁而维持湖面，二者为形成西湖之重要条件。
但是，潟湖说受到现代科学考察的质疑。1950年以后，地质部门对西湖湖中三岛和湖滨公园地质钻孔取样分析，认为距今一亿五千万年的晚侏罗纪时，以今湖滨公园一带为中心，曾发生过一次强烈的火山爆发，宝石山和西湖湖底（大部分）堆积下大量火山岩块，由此，曾出现火山口陷落，造成马蹄形核心低洼积水，即西湖雏型。1979年，地质工作者对湖滨钻孔采取的岩样作微体古生物分析后著文认为，根据不同化石的组合，西湖的形成过程可划分为早期潟湖、中期海湾、晚期潟湖三个阶段，随着钱塘江沙坎的发育，西湖终于完全封闭，水体逐渐淡化，形成现在的西湖。
西湖周围的群山，属于天目山余脉。根据岩性差别和山势高低，可分为内、外两圈。外圈有北高峰、天马山、天竺山、五云山等，属高丘陵地形，山体主要由志留、泥盆纪岩屑砂岩、石英砂岩构成，岩性较坚硬，不易风化侵蚀。峰峦挺秀，溪涧纵横，流水清洌，是西湖泉水最多地带。内圈有飞来峰、南高峰、玉皇山、凤凰山、吴山等，山势较低，属低丘陵地形。山体均为向斜山地，主要由石炭、二迭纪石灰岩构成，易受水流溶蚀，形成了烟霞、水乐、石屋、紫来、紫云等溶洞。内圈的群山，除岩溶丘陵外，还有横亘西湖北缘的葛岭、宝石山，由火山碎屑岩组成，海拔在百米左右。

## 生态

### 植物
西湖周边的植物资源丰富多样。一年四季，各类花卉不仅丰富了西湖的植物景观，也大大改善了杭州的环境质量。
- 桃花——西湖沿岸、苏堤、白堤等处，遍植柳树和桃树，形成了“一株杨柳一株桃”的代表性景观，另外夹种玉兰、樱花、芙蓉、木樨等多种观赏性植物。杭州桃花的花期一般为2月中下旬至4月上中旬。
- 荷花——杭州的传统食品有荷花糕，萧山跨湖桥遗址中曾出土莲子化石，至少在唐代之前就有人工种植荷花，宋代杨万里有名句“接天莲叶无穷碧，映日荷花别样红”[61]。至2017年，西湖荷花种植区已有29个，栽植总面积有11万余平方米[62]。根据常年统计，6月初西湖荷花开始绽放，6月底进入盛花期，一直绽放送香到8月底9月初。
- 桂花——桂花是杭州市花。诗人白居易的“山寺月中寻桂子”说明早在唐代，桂花就在杭州出现。桂树被大量种植在西湖沿岸各大公园，尤其以新西湖十景的“满陇桂雨”和杭州植物园最负盛名。桂花可分为金桂、银桂、丹桂、四季桂四种，以金桂、银桂为佳。每年中秋前后，丹桂飘香。腌制过的桂花和白糖拌在一起，即成了杭州传统食品之一的糖桂花[63]。西湖桂花的花期一般从9月上旬开始，到11月初结束。
- 梅花——宋代在孤山隐居的“梅妻鹤子”林逋，留下了“疏影横斜水清浅，暗香浮动月黄昏”的名句[64]。灵峰、孤山和西溪是古来杭州赏梅的三大胜地。每年1月底至2月中旬的春节期间为梅花的开花期。

西湖也引进种植了大量外来品种。杭州太子湾公园自1992年起引进了大量荷兰郁金香和日本樱花，成为一大新景观。上述两种花的开放时间为3月至4月末，郁金香主要在西湖南面的太子湾公园，樱花则分布在苏堤、柳浪闻莺等地点。此外，有花港观鱼的牡丹亭（牡丹花）、柳浪闻莺的中日不再战碑（樱花）和杭州花圃（兰花）等赏花景点。

西湖各处特色花卉
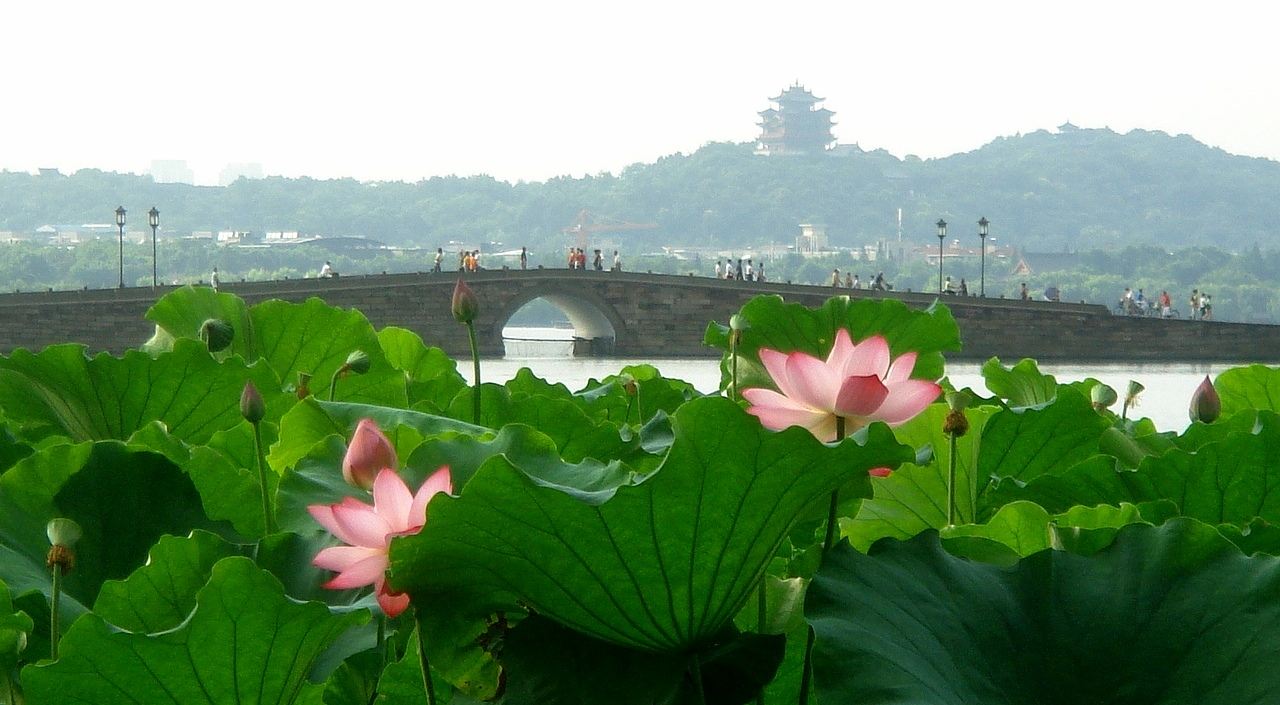
孤山北、断桥西的北里湖荷花
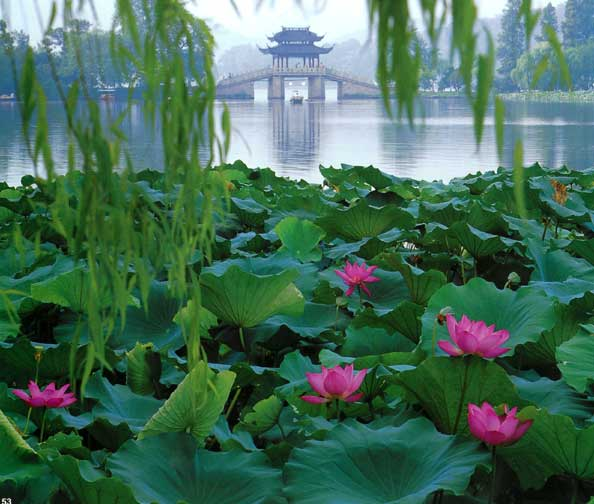
曲院风荷盛景
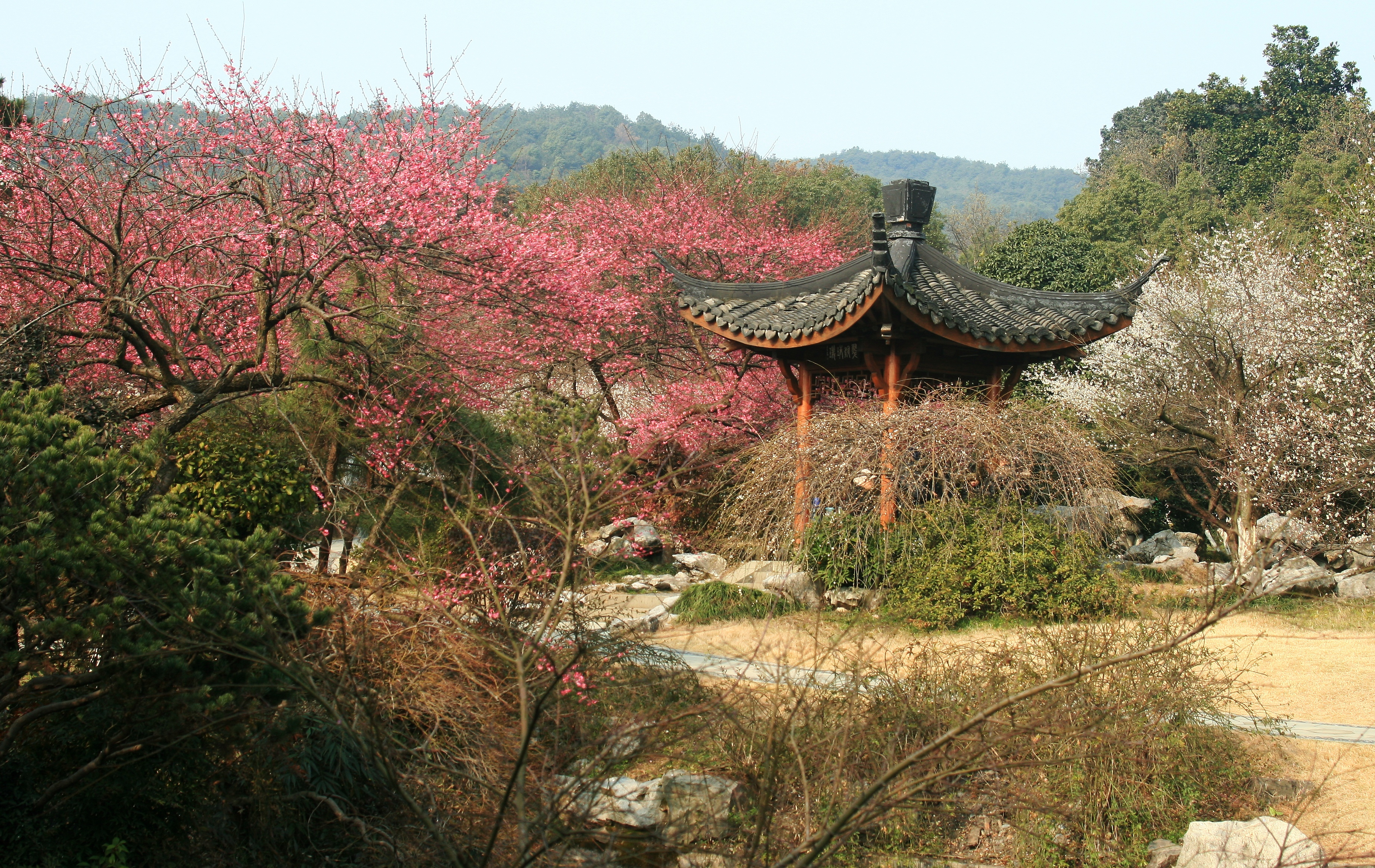
植物园灵峰探梅
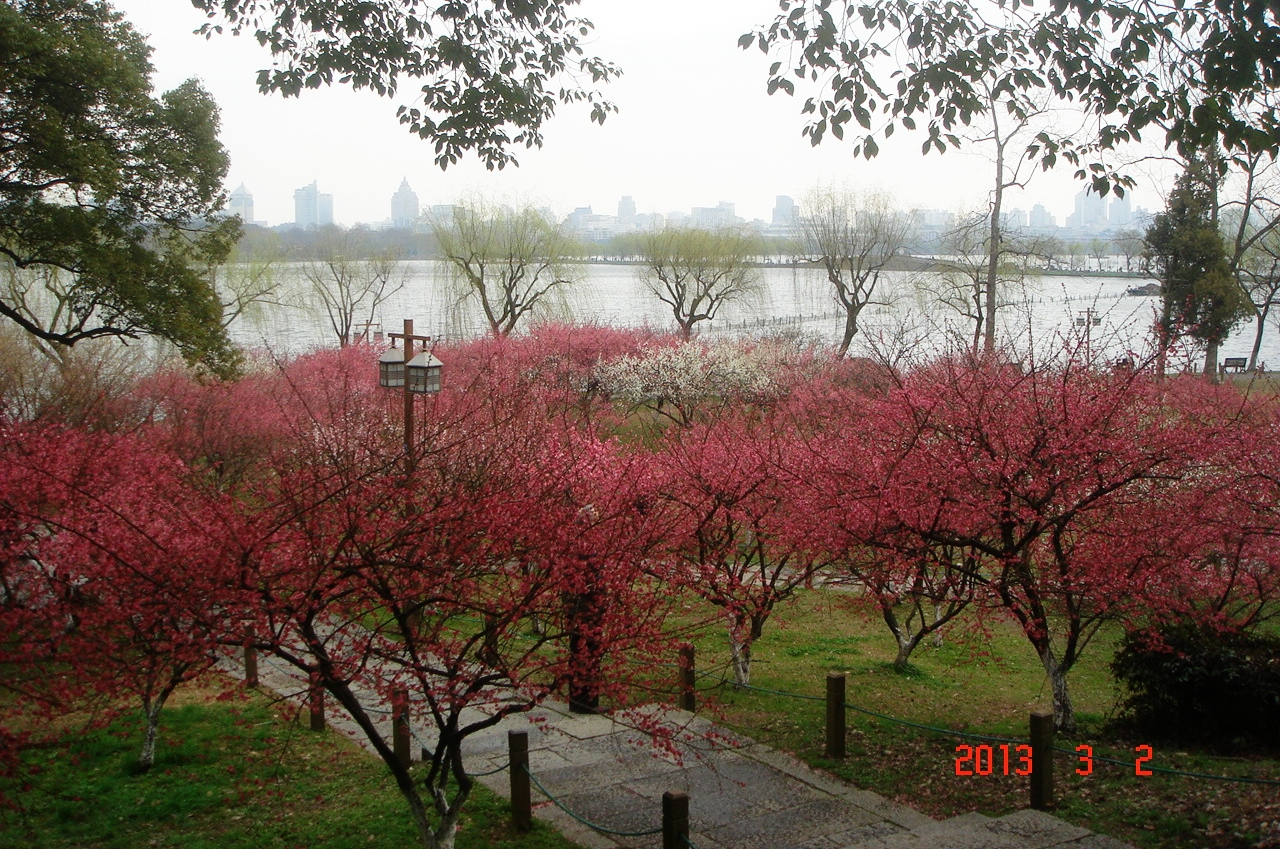
孤山梅妻鹤子所在
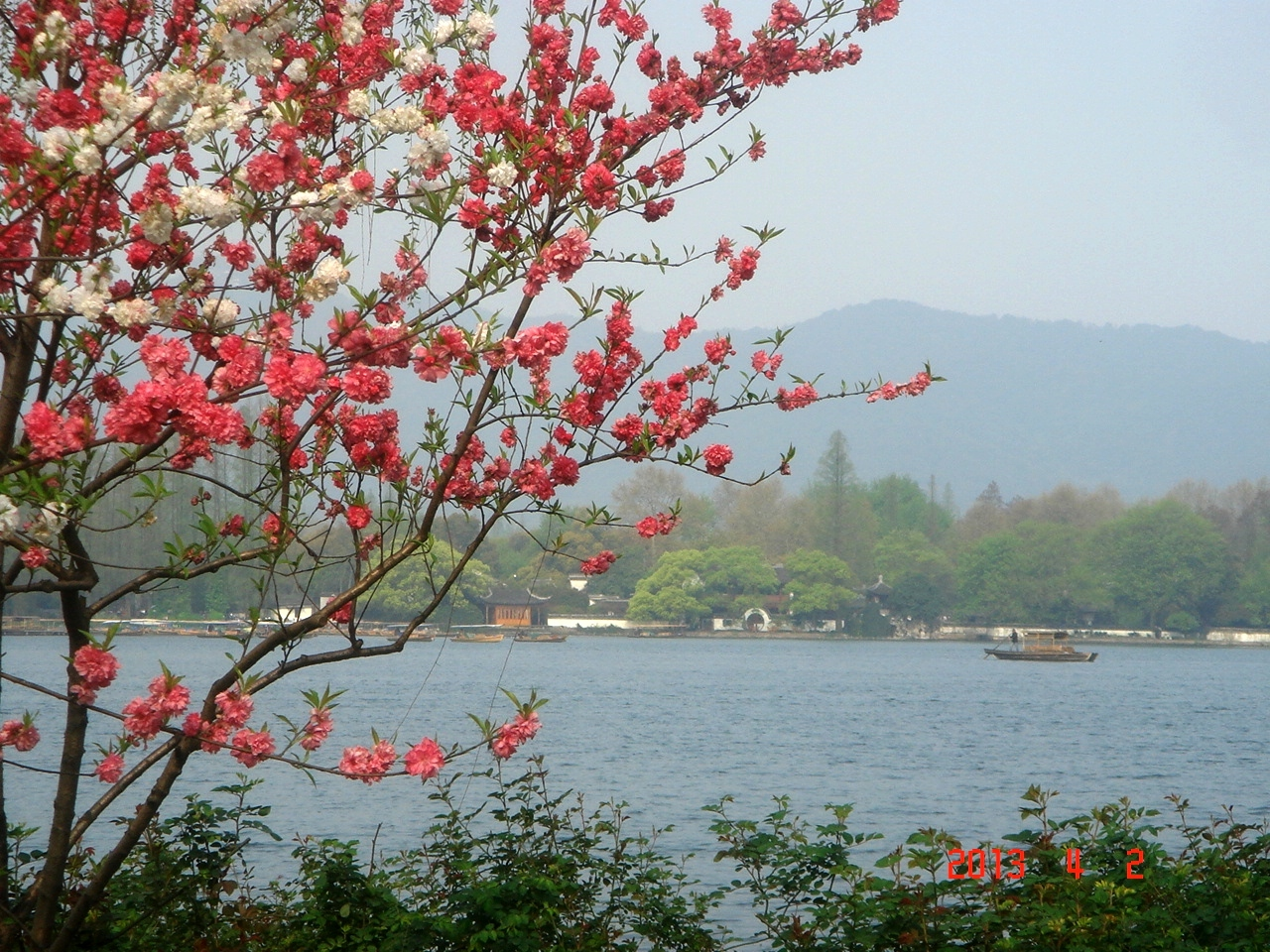
苏堤春晓桃花盛开
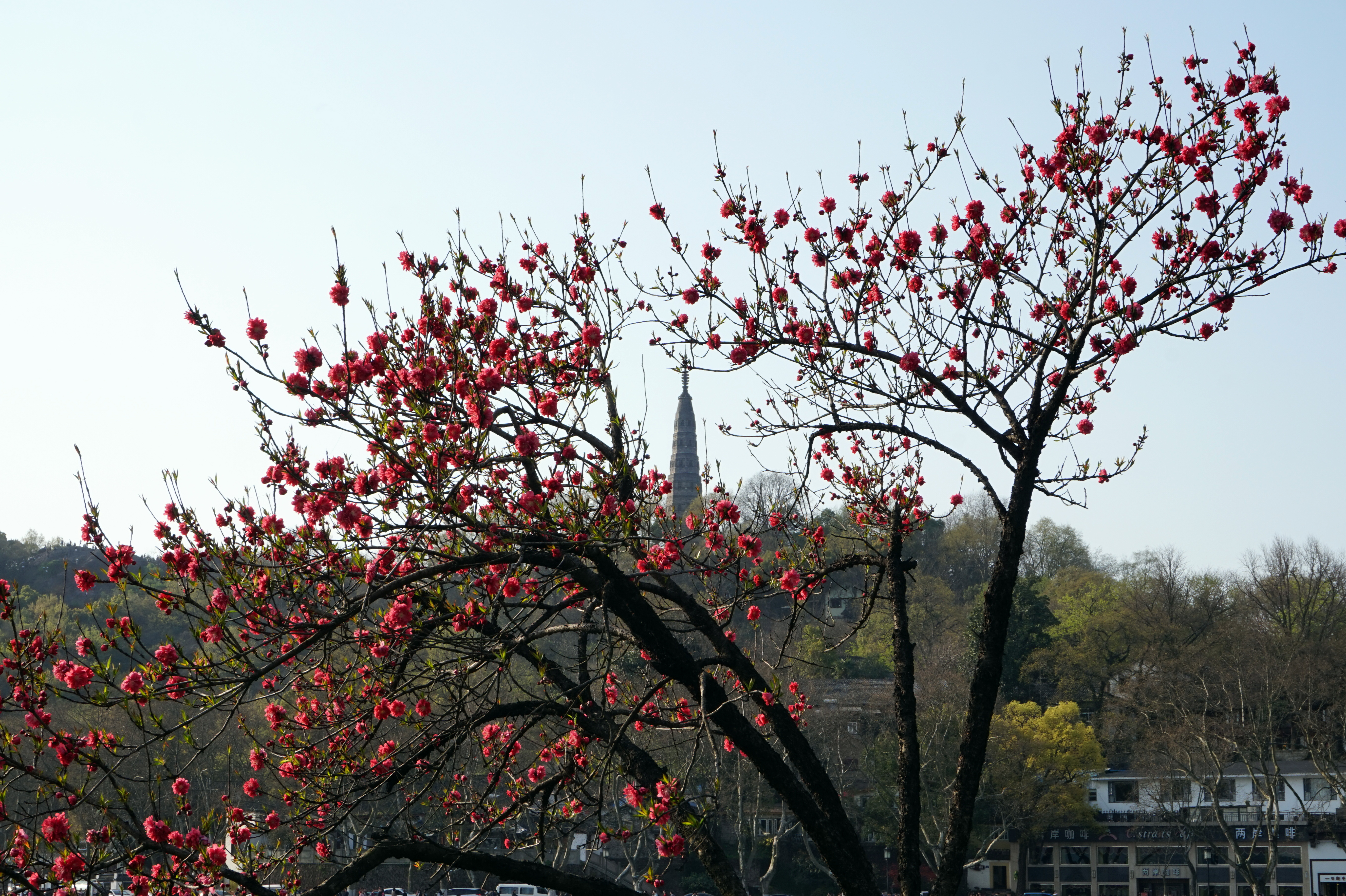
白堤桃花和保俶塔
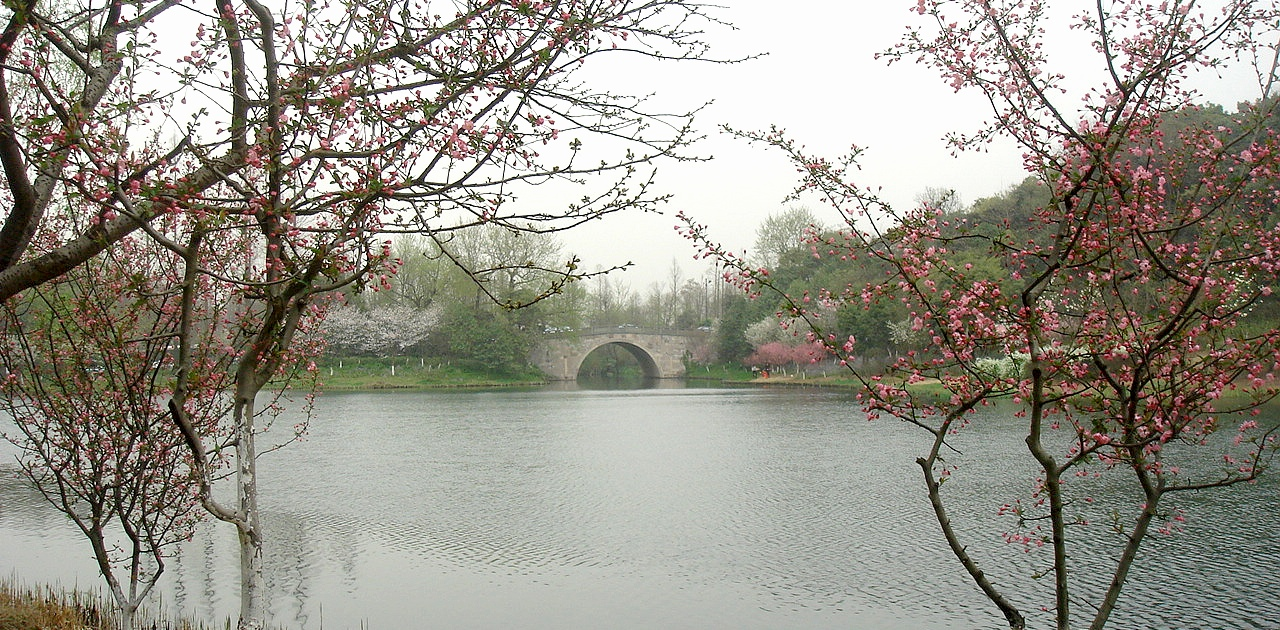
花港公园近杨公堤湖畔樱花盛开
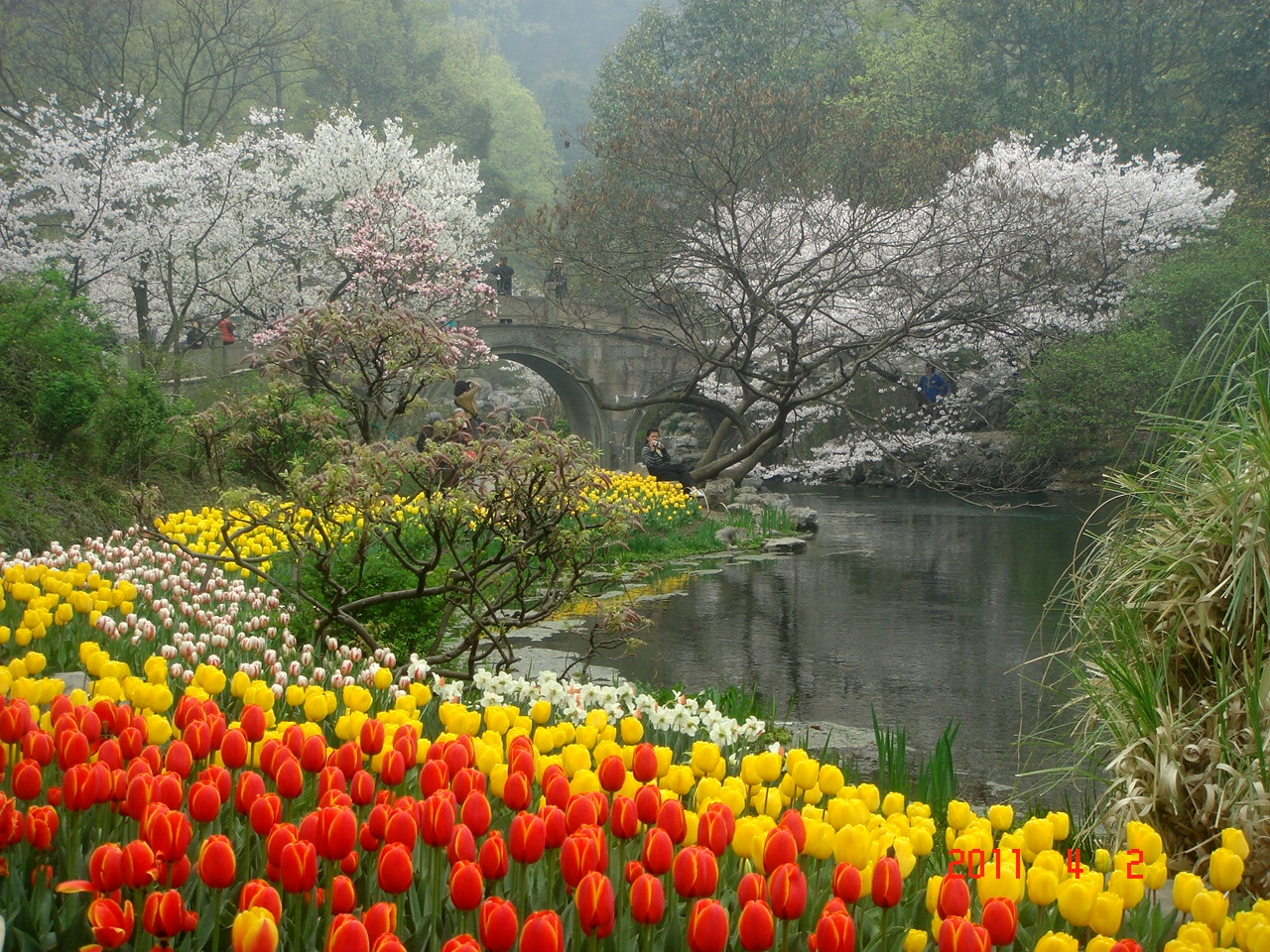
太子湾公园内的樱花和郁金香
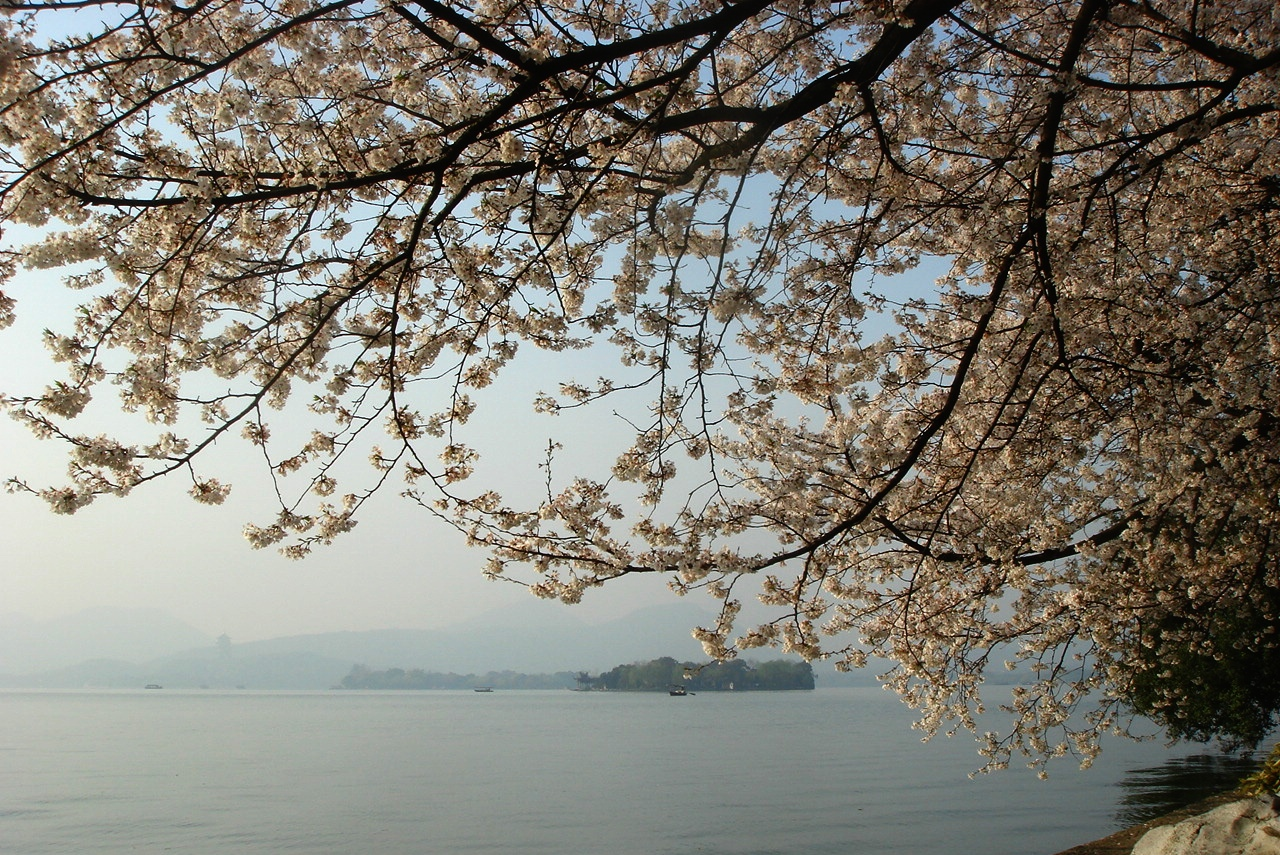
平湖秋月的樱花

### 动物
西湖周边有野鸭、翠鸟、锦鲤鱼等动物出现。花港观鱼和玉泉等处可见识到多种名贵的观赏鱼类，而柳浪闻莺的巨型网笼“百鸟天堂”中喂养着数十种飞禽，增添了西湖的生气。沿岸树木中有松鼠。2005年10月，随着西湖综合整治工程的完成，西湖第一次大规模人工引入水鸟群落，在北里湖水面放养了80只白天鹅。

### 水质及人工治理
1949年时，西湖污泥淤塞，湖水平均深度仅0.55米，蓄水量仅300余万立方米。湖底水草遍生，大型游船只能循航道行驶。1950年，国家把治理西湖列入国家投资计划。1951年，杭州市启动疏浚西湖工程，再次全面疏浚治理西湖。工程于1959年浚工，湖水深度平均达到1.808米，最深处2.6米，西湖蓄水量增加到1027.19万立方米。挖出的淤泥填平昭庆寺、清波公园等环绕西湖的田荡、洼地18处。
六十年代以后，由于生活污水和工业废水不定期排入湖中，西湖水体遭受严重污染。此后，由于湖床泥土冲刷和沉积物的积累，湖水深度又降为1.47米。1976年，国家拨专款200万元，开始第二次疏浚西湖。1980年后，湖水深度又上升为1.5米。除了疏浚工程，杭州市政府还对西湖湖墈进行了全面整修，完工后总长度达29,800米，为西湖有史以来规模最大的一次驳墈。
环湖污水截流工程于1978年开始筹建，1981年建成，分南、西、北三线，埋设污水管道17多公里，建污水泵站10座。西湖引水工程于1985年2月1日正式动工，1986年建成。引水工程从钱塘江闸口段新建取水泵一座，日取水能力为30万立方米，相当于西湖总贮量的三十三分之一。引水后，西湖水体透明度提高5至7厘米。2003年，历时四年的新一轮西湖疏浚工程完成，共疏浚346.9万立方米，平均水深由疏浚前的1.65米加深到2.27米，水体能见度明显提高，并重新开挖了被湮没的茅家埠水域，水体容量由934万立方米增至1429万立方米。
西湖水质污染近年来不断加剧，此前多次被评为劣V类。2003年7月，杭州市园林文物局西湖水域管理处办公室主任王力称，西湖水质污染的主要问题是水体的富营养化。有观点认为，农业面源污染主要来自龙井茶区的化肥农药污染。
2003年，西湖综合保护工程全面开启，玉皇预处理厂也在同年建成并投入使用，西湖水质开始改善。2009年至2015年，在西湖风景名胜区管委会的努力下，西湖水专项工程先后实施了一系列生态修复示范工程，水质逐渐恢复到饮用水III类标准。

## 山水

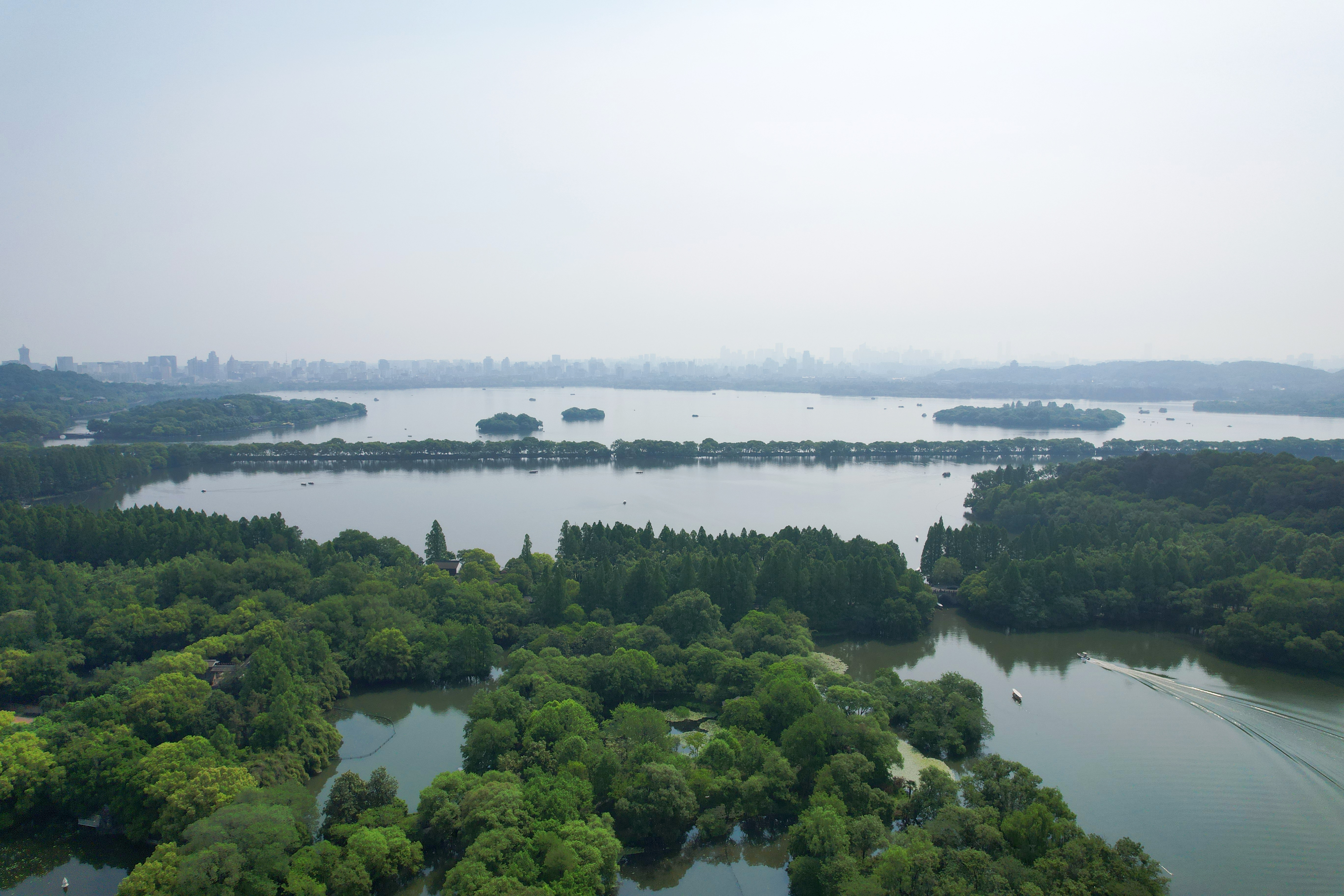
从茅家埠上空鸟瞰西湖

### 一山（孤山）
孤山位于北侧外西湖中，海拔35米，面积约0.22平方公里，为栖霞岭的支脉，也是西湖中最大的岛屿。南宋咸淳《临安志》卷二十三：“一屿耸立，旁无联附，为湖山胜绝处。”今山上林木葱蔚，多历代人文古迹留存。孤山东西分别以白堤和西泠桥与湖岸相连，且岛上名胜古迹甚多，因此杭州人将“孤山不孤”，与“断桥不断”、“长桥不长”并称西湖三怪。
孤山上主要的景观包括中山公园、浙江省博物馆、文澜阁、西泠印社、放鹤亭、秋瑾墓、俞楼、慕才亭（苏小小墓）等。
中山公园原为清代行宫御花园，1927年，为纪念孙中山先生，公园命名“中山公园”。公园进门迎面石级上书有“孤山”两大字，其中孤字没有一点，人们猜测其意为“孤山不孤”。放鹤亭在孤山东北角，为纪念宋代以“梅妻鹤子”闻名的林逋而建。浙江省博物馆在孤山南麓，现有各类文物藏品10余万件，2004年1月1日起，开始对公众免费开放。文澜阁在浙江省博物馆内西北角，清乾隆年间，为存放《四库全书》，仿北京故宫文渊阁格式改建。西泠印社创办于1904年，因地近西泠桥而命名，是中国近代著名的金石书画艺术团体。岛内还有杭城老字号饭店“楼外楼”，以在西湖活养的草鱼烹制“西湖醋鱼”闻名。

### 二塔（雷峰塔、保俶塔）

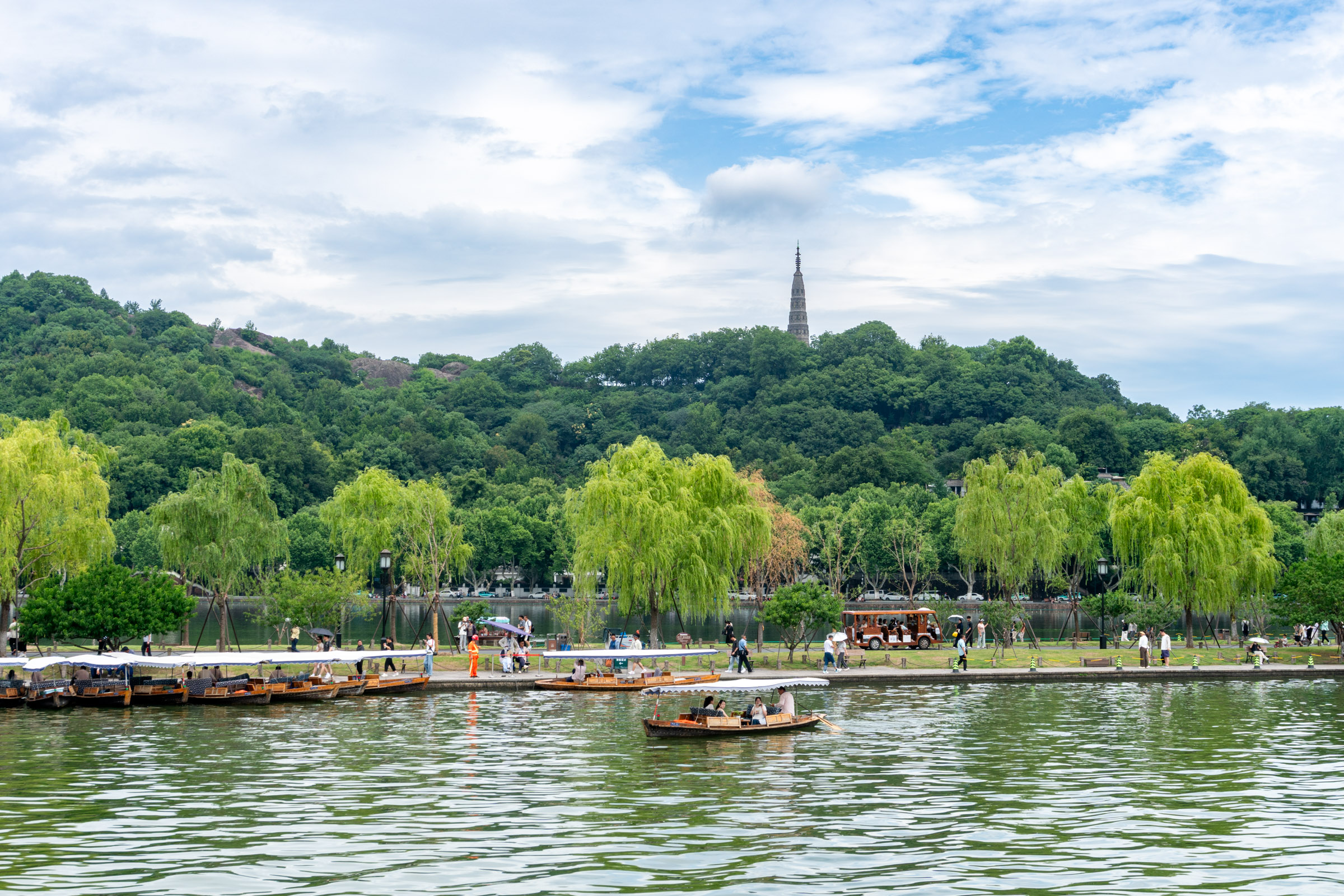
白堤，后方为宝石山和保俶塔

雷峰塔原名皇（黄）妃塔，又名西关砖塔，位于西湖南岸夕照山的雷峰顶上，为吴越国王钱俶为祈求国泰民安而建。雷峰塔原是一座八角形、五层的砖木结构的楼阁式塔，后遇火只留下了砖体塔身。原塔于1924年坍塌，仅存遗址。2002年在原址重建新塔。夕阳西下时余晖映照雷峰塔形成著名的雷峰夕照景观，为西湖十景之一。
保俶塔位于西湖北侧宝石山山顶，由元至明、清，保俶塔六次毁坏六次重建。是西湖宝石流霞景观所在，与雷峰塔隔西湖相对，素有“雷峰似老衲，保俶如美人”、“一湖映双塔”之说。

### 三岛（小瀛洲、湖心亭、阮公墩）

#### 小瀛洲（三潭印月）

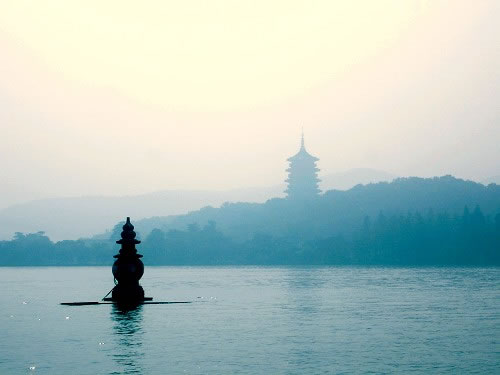
三潭印月标志性的葫芦状石塔

三潭印月景区在外西湖西南部水域，包括小瀛洲及其南侧三座葫芦状石塔，以赏月和水上园林著称。现在全岛面积约7公顷，水面占60％。
小瀛洲前身为水心保宁寺，也称湖心寺，北宋时为湖上赏月佳处，其园林建筑和景物布局，在18世纪初已基本形成。清《湖山便览》卷三：“万历三十五年，钱塘令聂心汤请于水利道王道显，绕滩筑埂，成湖中之湖，以为放生之所。三十九年，令杨万里继筑外埂，至四十八年而规制尽善。”从空中俯瞰，全岛如一个特大的田字，构成了“湖中有岛，岛中有湖”的奇景。岛上主要景点包括浙江先贤祠、九曲桥、九狮石、开网亭、亭亭亭、竹径通幽和我心相印亭。
湖面三塔始建于北宋元祐五年（1090年）苏轼浚湖期间，当时所在位置与现在不同。据清初文献记载，今三塔系清代康熙年间所建。三石塔顶为葫芦状，塔身呈球状，高出水面2米，中空，环塔身均匀分布5个小圆孔，塔基为扁圆石座。三塔呈等边三角形分布，每边长62米。

#### 湖心亭
湖心亭在外西湖中心。清雍正《西湖志》卷九：“亭在全湖中心，旧有湖心寺，寺外三塔，明孝宗时，寺与塔俱毁。”聂心汤《县志》称：湖心寺外三塔，其中塔、南 塔并废，乃即北塔基建亭，名湖心亭。复于旧寺基重建德生堂，以放生之所。据此，则旧湖心寺乃今放生池，而今之湖心亭，乃三塔中北塔之基地。”《湖山便览》 卷三：明“万历四年按察佥事徐廷裸重建，额曰‘太虚一点’，司礼监孙隆叠石四周，广其址，建喜清阁，但统称曰‘湖心亭’。国朝重加葺治，左右翼以雕阑，上 为层楼……。”清乾隆二十七年乾隆帝御书“光澈中边”额。抗日战争后，喜清阁旧址先后改建为财神殿和观音大士殿。1980年在岛上刻置“䖝二”太湖石碑一块，意指“風月无边”。因岛屿面积较小，目前只对手划船游客开放。

#### 阮公墩
阮公墩在外西湖中，位于湖心亭西。清嘉庆五年（1800年），浙江巡抚阮元疏浚西湖时以所挖葑泥堆叠成岛，俗称“阮滩”。岛南北长34米，东西宽33米，面积0.57公顷，长期以来岛上无建筑，杂树荒草丛生，成为候鸟栖息地。1952－1958年间疏浚西湖时，岛四周加添乱石护岸，面积稍有拓宽。1977年，岛四周驳墈，再次扩大面积并加填客土。1981年，又在岛上添土1000余吨，建“环碧小筑”。岛上有忆芸亭（阮元号“芸台”）、云水居等建筑。1982年，岛上开辟西湖第一处垂钓区，游人可登岛品茗、垂钓。1984年起，岛上举办“环碧庄”仿古旅游，在西湖夜游活动中颇受欢迎。目前为生态岛，不对游客开放。

### 三堤（白堤、苏堤、杨公堤）

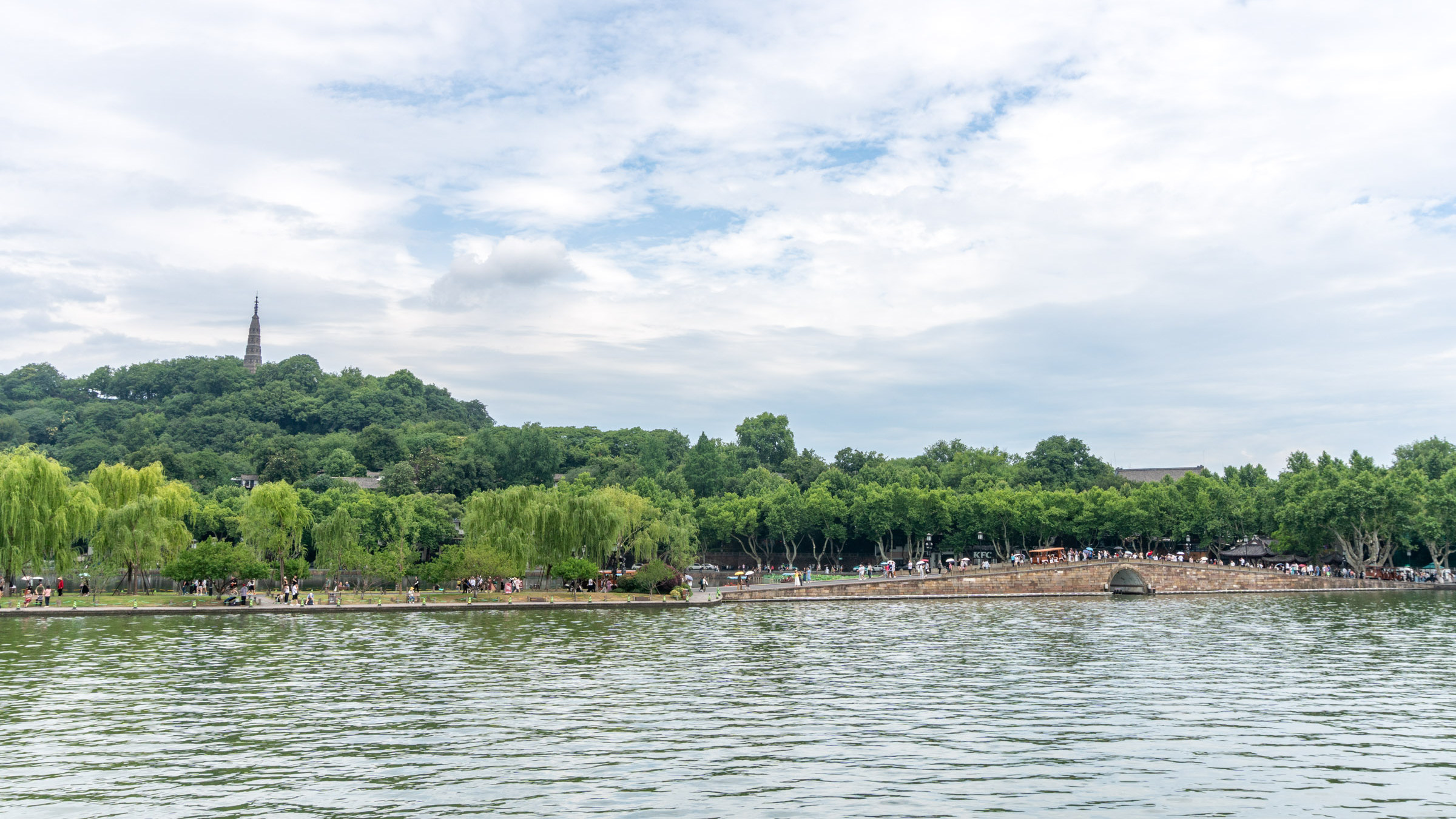
白堤与断桥残雪

白堤东起断桥，经锦带桥向西，在“平湖秋月”与孤山相接，长约1公里。在唐即称白沙堤、沙堤，其后在宋、明又称孤山路、十锦塘。古时白堤以白沙铺地，后改为柏油路面，两侧广种碧桃翠柳，是欣赏西湖全景和周边诸山的最佳观赏点。
断桥（详见“断桥残雪”）位于白堤东首，民间故事《白蛇传》中，断桥为白素贞与许仙邂逅之处，因而在西湖诸桥中最享盛名。锦带桥位于断桥西，又称涵碧桥。清雍正《西湖志》卷八：“锦带桥旧架木为梁，圣祖仁皇帝（指康熙帝）临幸孤山，御舟由此转入里湖。”民国三年（1914年）重修。1921年，与断桥同时改筑加设水泥混凝土拱券。为了保护断桥和锦带桥不受来往车辆重压和撞击，现自断桥至平湖秋月一段路面禁止机动车通行。所有来往孤山的车辆必须通过西泠桥出入。

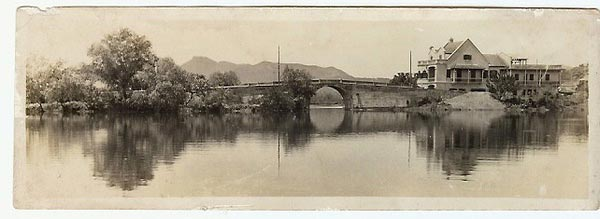
苏堤跨虹桥旧影

苏堤旧称苏公堤，南起南屏山麓南山路，北至岳王庙东，横贯湖中，堤长2797米，宽30-40米。苏堤上共有六座石拱桥，从南往北分别为：映波、锁澜、望山、压堤、东浦（据考证，疑为“束浦”之讹）、 跨虹。南宋咸淳《临安志》卷三十三：“元祐中，东坡既奏开浚湖水，因以所积葑草筑为长堤，起南讫北，横跨湖面，绵亘数里，夹道杂植花柳，中为六桥，行者便 之……后十年郡守吕惠卿奏毁之。咸淳五年，朝廷给钱命守臣说友增筑。……高二丈，袤七百五十丈，广皆六十尺，堤旧有亭九，亦治新之，仍补植花木数百本。” 清《湖山便览》卷三：“国朝雍正二年与白沙堤同时修筑，五年同植花木。”《西湖新志》卷四：“今乃满植桑株所谓苏堤杨柳，斫伐都尽。”1950年，有关部 门加高加宽堤身，并修筑沿湖游步道，设置座椅。现苏堤禁止机动车（电动旅游车除外）通行。
杨公堤又称“西山路”，其走向基本平行于苏堤，从栖霞岭西侧起，绕丁家山直至南山的长堤。杨公堤在西湖西进工程中，恢复了相对于苏堤的“里六桥”：环碧、流金、卧龙、隐秀、景行和浚源。现杨公堤路面较宽，设有双向单车道，中间加以绿化隔离带，沿路主要为宾馆及疗养院等设施。主要景致有盖叫天墓、郭庄、刘庄、乌龟潭、茅家埠等。

### 西湖十景

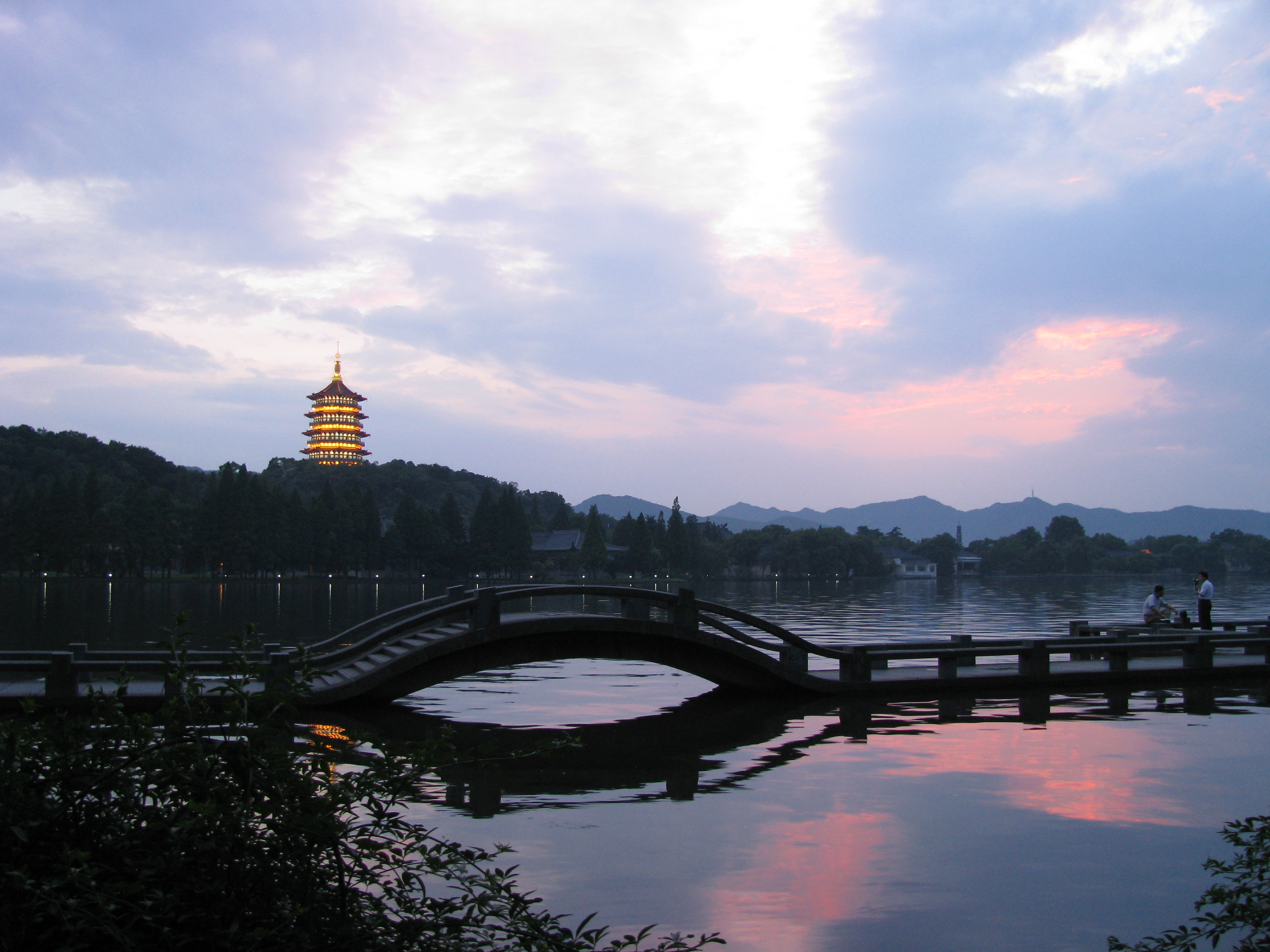
雷峰夕照。图中雷峰塔为重建

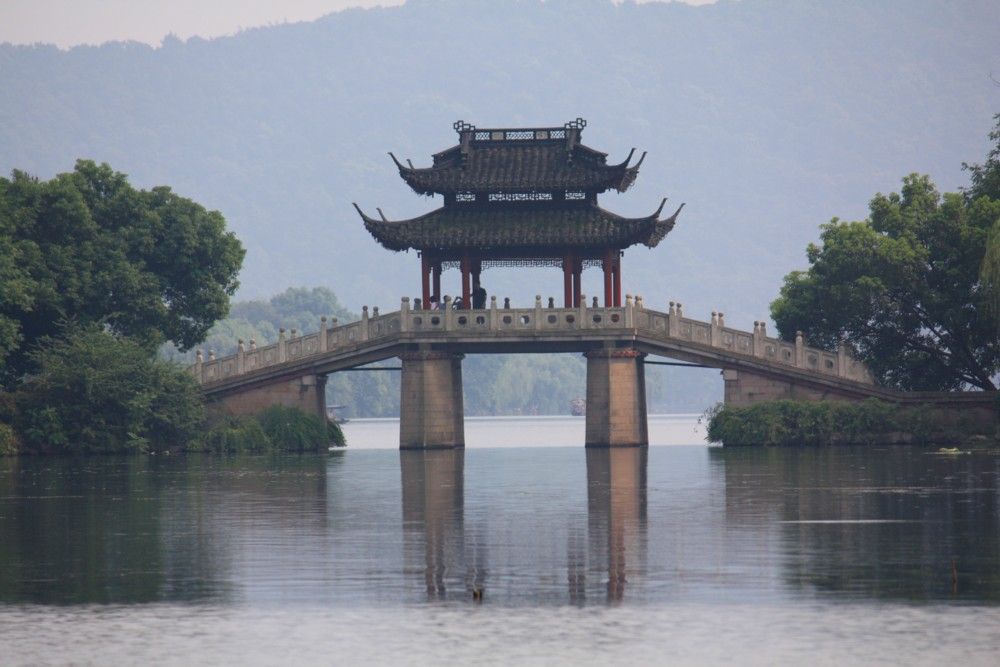
玉带桥，曲院风荷景区

西湖十景之名源出南宋山水画。南宋祝穆《方舆胜览》、吴自牧《梦粱录》均有记载，当时的文人诗词也多有提及。十景皆傍近西湖或在湖中，最初的十景景目为平湖秋月、苏堤春晓、断桥残雪、雷峰夕照、南屏晚钟、麯院风荷、花港观鱼、柳浪闻莺、三潭印月、两峰插云。至清代，康熙帝南巡至杭，为西湖十景题字，并将“两峰插云”改为“双峰插云”；“雷峰落照”（或称“雷峰夕照”）改为“雷峰西照”；“南屏晚钟”改为“南屏晓钟”。但是“西照”与“晓钟”两个名称却未被人们接受，后人仍沿用南宋旧名至今。此后当地官吏将康熙帝御笔所书，刻石立碑，建亭恭护，至此，西湖十景石碑成为景点标志。乾隆帝南巡杭州，就十景各赋诗一首，镌刻于碑石阴面。
十景名称不仅用词贴切，亦對偶整齐（嚴格上並非對仗，對仗還須論格律、平仄）。例如「平湖秋月」、「蘇堤春曉」、「斷橋殘雪」、「麯院風荷」、「南屏晚鐘」、「雷峰夕照」，其中兩景任意搭配也可成對。「花港觀魚」、「柳浪聞鶯」，或是「三潭印月」、「雙峰插雲」。
1984年，《杭州日報》等五家单位发起了新西湖十景评选活动，最后新十景确定为云栖竹径、九溪烟树等。新十景的特点在于其地理范围大于旧十景，其中大多数位于西湖周边群山之中。与传统的西湖十景一样，新十景名称也見對偶。譬如，「九溪烟树」對以「满陇桂雨」或「吴山天风」（其中「九」與「滿」均為數詞，較工）；「玉皇飞云」與「宝石流霞」、「龙井问茶」與「虎跑梦泉」、「黄龙吐翠」與「阮墩环碧」等組合亦見工整。
2007年，杭州市政府进行“三评西湖十景”和名称征集，灵隐寺等一批景点入围，成为了新新西湖十景。景点中既有千年古刹灵隐寺、北宋名塔六和塔，也有近年恢复重建的文化景观钱王祠、万松书院等。
| 南宋时期 | 康熙题字 | 现代通用名 | 新西湖十景 | 三评西湖十景 |
| -------- | -------- | ---------- | ---------- | ------------ |
| 平湖秋月 | 沿用     | 沿用       | 云栖竹径   | 灵隐禅踪     |
| 苏堤春晓 | 沿用     | 沿用       | 九溪烟树   | 六和听涛     |
| 断桥残雪 | 沿用     | 沿用       | 虎跑梦泉   | 岳墓栖霞     |
| 雷峰夕照 | 雷峰西照 | 雷峰夕照   | 黄龙吐翠   | 湖滨晴雨     |
| 南屏晚鐘 | 南屏晓鐘 | 南屏晚鐘   | 满陇桂雨   | 钱祠表忠     |
| 曲院风荷 | 沿用     | 沿用       | 玉皇飞云   | 万松书院     |
| 花港观鱼 | 沿用     | 沿用       | 龙井问茶   | 杨堤景行     |
| 柳浪闻莺 | 沿用     | 沿用       | 宝石流霞   | 三台云水     |
| 三潭印月 | 沿用     | 沿用       | 吴山天风   | 梅坞春早     |
| 两峰插云 | 双峰插云 | 双峰插云   | 阮墩环碧   | 北街梦寻     |

### 环湖街道
西湖周边的街道马路是将西湖与杭州市区紧密连接的纽带，街道两侧的建筑物和名胜古迹也极大地丰富了西湖景区的景色内涵。环湖一周，按顺时针方向，道路分别为：北山街、湖滨路、南山路、杨公堤（又称西山路）。
- 北山街：东至昭庆寺少年宫和环城西路，西至灵隐路，因路沿西湖北山之麓得名，全长3098米，宽15米[91]。旧名为岳王路、北山路、白沙路、静江路、环湖北路等。2011年起改为现名。北山街蜿蜒于葛岭和栖霞岭山麓，并在西湖沿岸种植大片绿地公园，是西湖周边车辆密度最大的道路之一。北山街北侧自古建有大批私人别墅和宾馆，建筑风格多样，是杭州名人旧居建筑较为集中的街区。自东向西，著名的建筑有：望湖楼、蒋经国旧居、省庐（别名竹隐别墅）、静逸别墅（张静江建）、坚匏别墅、新新饭店、秋水山庄（史量才建）、春润庐（宋春舫建）、抱青别墅、西湖博览会博物馆、杭州香格里拉酒店、赵无极祖居、黄宾虹故居、林风眠旧宅等[92]。北山街也是著名的赏荷胜地，每逢夏季，断桥附近和放鹤亭对面的水面荷香阵阵，吸引了大批游人的到来。
- 湖滨路：南起解放路西端，北至北山街。其址原为杭州西城墙，民国初城墙被拆，改为马路。湖滨路沿湖一侧为湖滨公园，从南至北分别为一公园到六公园[93]。湖滨路东侧为繁华的商业区，建有大量饭店酒肆，如知味观、太子楼、杭州酒家等。每逢旅游旺季，湖滨一带游人如织，摩肩接踵。2003年，在湖滨路和西湖湖底建成湖底隧道，直接连通环城西路和南山路、解放路，极大地缓解了湖滨地区的交通压力[94]。而湖滨路面也进行大规模改造，沿湖一带变为步行街，附近建有高档宾馆和品牌服装街等。
- 南山路：北起解放路西端，在长桥公园南折，于杨公堤处西接虎跑路，约长2500米。旧名涌金路、膺白路、南屏路、环湖南路等。南山路路面宽阔，沿湖一侧有涌金公园、柳浪闻莺、长桥公园、雷峰塔、净慈寺、钱王祠、花港观鱼、太子湾等景点。另外中国美术学院、潘天寿故居、杭州碑林、浙江美术馆、勾山樵舍（陳端生祖居）、茅以升旧居、澄庐、西湖天地等建筑为南山路增添了浓厚的艺术气息。街道两侧也集中了大量咖啡馆、酒吧、茶屋。
- 杨公堤：南起南山路西端，北至北山街西端。因位于西湖以西，又称西山路。今存流金、卧龙诸桥。

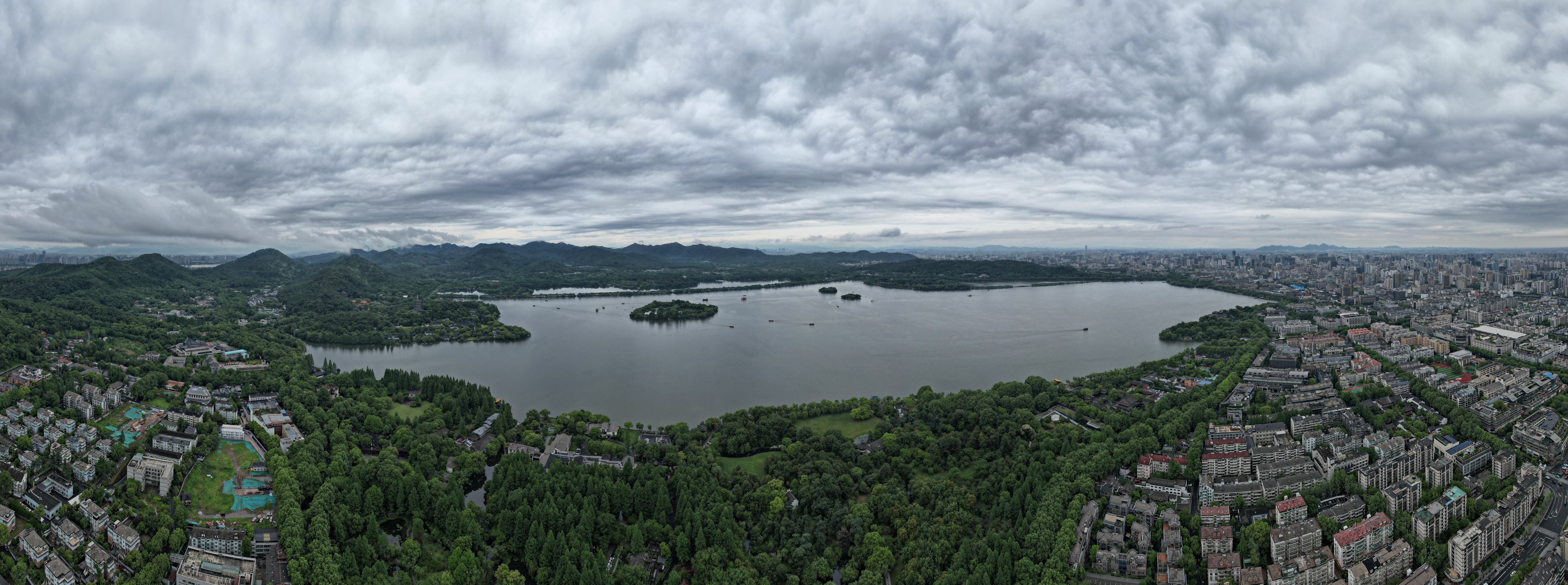
从柳浪闻莺上空鸟瞰西湖全景

## 人文

### 宗教艺术

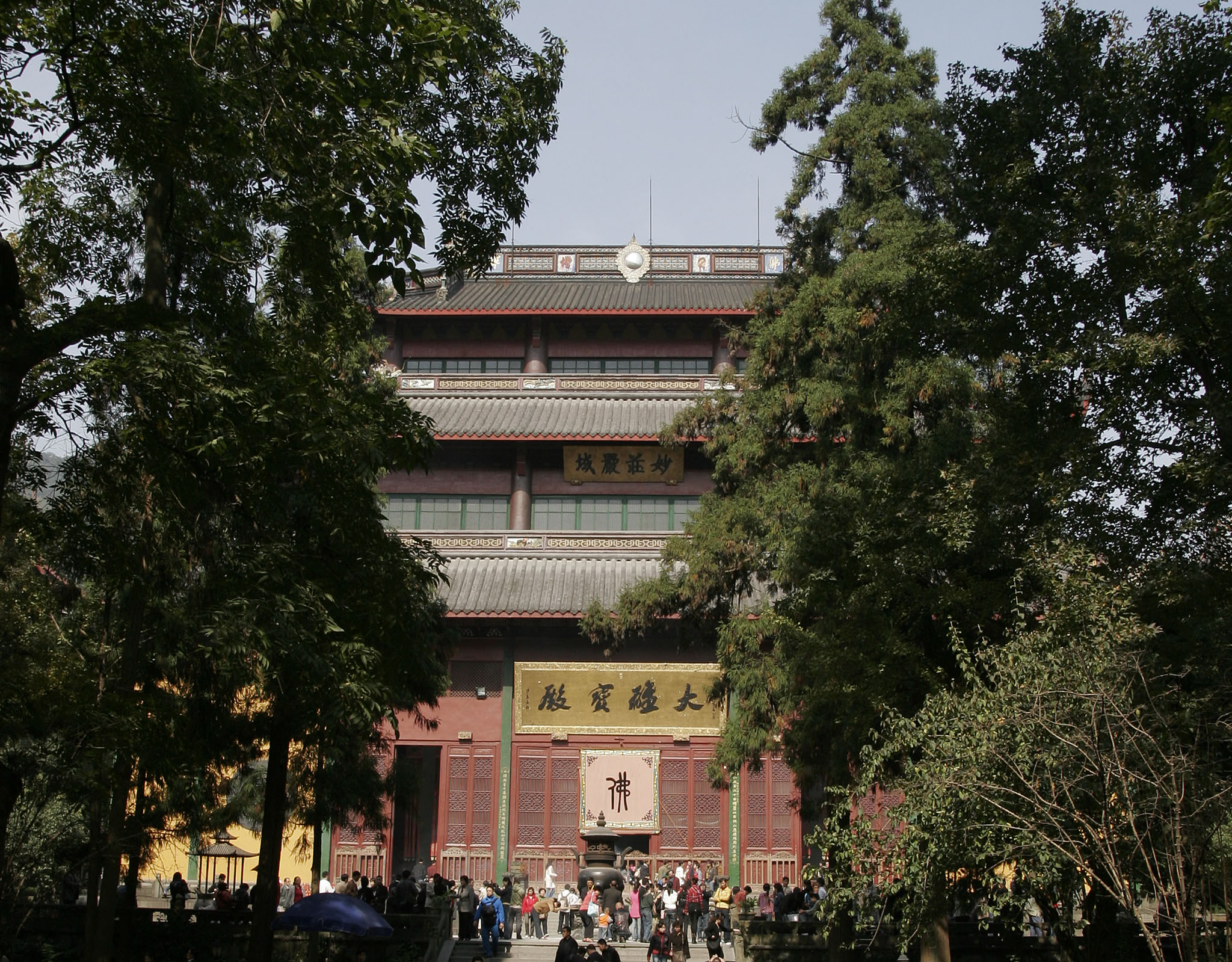
灵隐寺大雄宝殿

西湖与佛教、道教等都有着密切的联系。在长远的历史中，各种宗教团体和道观佛寺聚集在西湖及周边群山之中。在吴越国时期达到鼎盛。当时各代国王热心佛学，在西湖周围兴建许多寺庙、宝塔、经幢和石窟，扩建灵隐寺，创建昭庆寺、净慈寺、理安寺、六通寺和韬光庵等，建造保俶塔、六和塔、雷峰塔和白塔，一时有佛国之称。如今，保俶塔和重建后的雷峰塔仍是西湖风光的代表性景点，而拥有中国室内最大木雕坐式佛像的灵隐寺更是西湖各收费景点中最受欢迎的观光点之一。

### 文学作品
西湖以其湖光山色和深厚人文底蕴，吸引了历代文人墨客的眷顾，因此在文学方面也留下了诸多名篇和典籍。《武林掌故丛编》、《西湖梦寻》、《西湖集览》与新旧《西湖志》、《湖山便览》等记载了大量关于西湖和古代杭州的史迹掌故。另外，近现代众多作家也与西湖结缘。在诗词方面，白居易、苏轼、柳永、杨万里、林逋、徐志摩、胡适等诗人留下了无数佳句；在散文方面，张岱、鲁迅、俞平伯、郁达夫、宗璞等名家则写下了众多名篇。以下例举部分与西湖紧密关联的文学作品。
- 楹联

| 水水山山处处明明秀秀；晴晴雨雨时时好好奇奇。——黄文中《孤山西湖天下景亭》 青山有幸埋忠骨；白铁无辜铸佞臣。——徐氏女《岳王庙》 湖山此地曾埋玉；花月其人可铸金。——陈曾洛《西泠桥畔慕才亭》 我忆家风负梅鹤；天教处士领湖山。——林则徐《放鹤亭联》 重重叠叠山，曲曲环环路；高高下下树，叮叮咚咚泉。——俞樾《九溪十八涧》 泉自几时冷起？峰从何处飞来？——董其昌《飞来峰下冷泉亭》 |

- 诗词（节选名句）

| 疏影横斜水清浅，暗香浮动月黄昏。——林逋《山园小梅》 山外青山楼外楼，西湖歌舞几时休。——林升《题临安邸》 未能抛得杭州去，一半勾留是此湖。——白居易《春题湖上》 最爱湖东行不足，绿杨阴里白沙堤。——白居易《钱塘湖春行》 欲把西湖比西子，淡妆浓抹总相宜。——苏轼《饮湖上初晴后雨》 毕竟西湖六月中，风光不与四时同。——杨万里《晓出净慈寺送林子方》 忆江南，最忆是杭州。山寺月中寻桂子，郡亭枕上看潮头。何日更重游？——白居易《江南忆》 长忆钱塘，不是人寰是天上。万家掩映翠微间。处处水潺潺。——潘阆《忆余杭》 东南形胜，三吴都会，钱塘自古繁华。烟柳画桥，风帘翠幕，参差十万人家。——柳永《望海潮》 |

- 散文

| “东南山水，余杭郡为最。就郡言，灵隐寺为尤。由寺观，冷泉亭为甲。”——白居易《冷泉亭记》 “君子之泽，岂独五世而已，盖得其人，则可至于百传。尝试与子登孤山而望吴越，歌山中之乐而饮此水，则公之遗风余烈，亦大见于斯泉也。”——苏轼《六一泉铭》 “然杭人游湖止午、未、申三时，其实湖光染翠之工，山岚设色之妙，皆在朝日始出、夕舂未下，始极其浓媚。”——袁宏道《春游西湖》 “西湖尤有土产一样，名曰刺菱儿，童子以划船采取，剥而卖之。形同菱角，大如蚕豆，其味鲜美，此亦世所仅有之物也。”——范祖述《西湖探梅》 “那时我惟一的希望，就在这雷峰塔的倒掉。后来我长大了，到杭州，看见这破破烂烂的塔，心里就不舒服。”——鲁迅《论雷峰塔的倒掉》 “西湖就像是一位“二八佳人体似酥”的狐狸精，所以杭州决出不出好子弟来。”——郁达夫《杭州》 “论山水的秀丽，西湖在世界上真有位置。那山光，那水色，别有一种醉人处，叫人不能不生爱。”——徐志摩《丑西湖》 “西湖的盛大，归拢来说，在于它是极复杂的中国文化人格的集合体。”——余秋雨《西湖梦》 |

- 小说
  - 《西湖二集》，(明·周楫编纂)
  - 《再生缘》，陈端生著
  - 《茶人三部曲》，王旭烽著
  - 《白娘子永镇雷峰塔》，冯梦龙《警世通言》收录

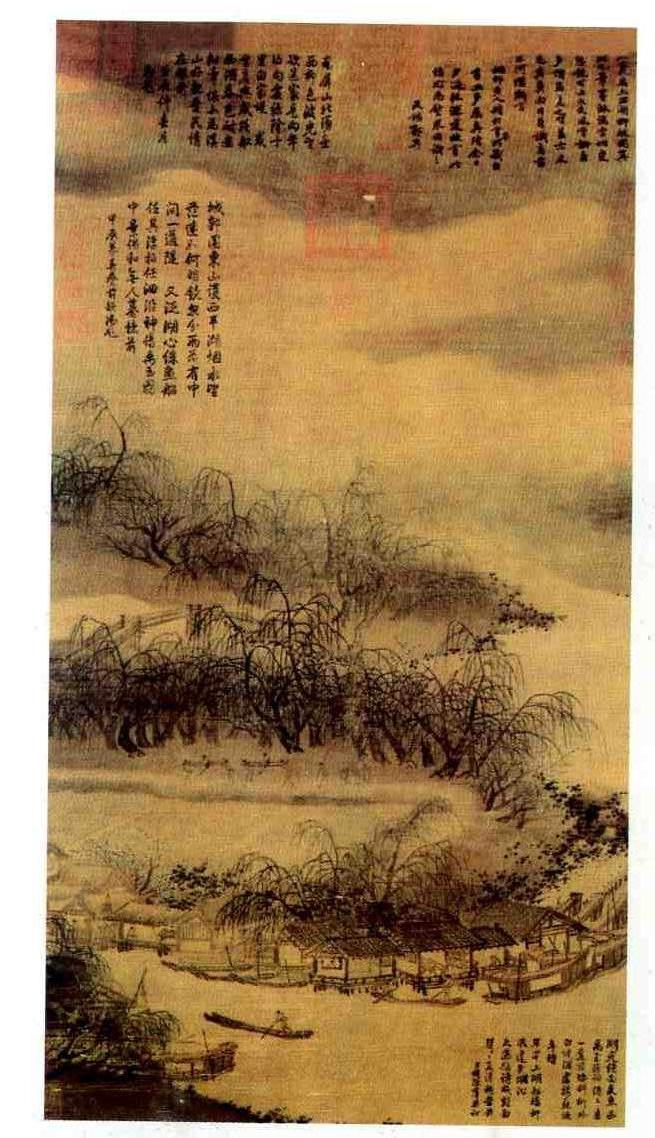
《西湖柳艇图》，宋夏珪作

- 戏剧
  - 《玉禅师》，徐渭著，取材于《西湖游览志》
  - 《雷峰塔传奇》，蕉窗居士撰
  - 《义妖传》（弹词），著者不明

神话故事 《白娘子传奇》

### 艺术
两宋时期，皇家画院的发展达到空前繁荣的程度。而作为南宋首都之杭州，也集中了一批优秀的山水画家。这些画家对于近在眼前的西湖也留下了众多名作。以下列举部分名画家及其作品：
- 刘松年：《四景山水图》、西湖山水画卷[96]；
- 夏珪：《西湖柳艇图》[97]；
- 李嵩：《西湖图》；
- 陈清波：《断桥残雪图》、《雷峰夕照图》等；
- 王原祁：《西湖十景图》[98]；
- 董浩：《西湖十景图》[99][100]。

由于吴越国及其他各代对佛教大力尊崇，西湖周边群山中多有庙宇古刹和佛像石刻，例如飞来峰石刻群、烟霞洞造像、慈云岭造像和天龙寺造像等。
中国大陆唯一一个美术学国家重点学科所在地、联合国教科文组织唯一承认学历的中国大陆美术院校中国美术学院诞生于西湖湖畔，而名画家如丰子恺、潘天寿、黄宾虹、刘海粟、林风眠、方幹民、陆俨少、赵无极等都在西湖边长期生活作画。位于孤山一侧的著名金石篆刻团体西泠印社也聚集了一大批兼通金石美术书法的大师级艺术家，如吴昌硕、沙孟海、王个簃、程十发、赵朴初等。
劉鉞在《左杭州、右巴黎—西湖畫派六人集論》一書中提出「西湖畫派」一說，其核心人物為林風眠、吳大羽、方幹民、趙無極、朱德群和吳冠中六人。他們都是民國時期以浙江美術學院為基地的藝術大師。
2007年起，印象·西湖开演，截至2018年累计演出3000场，接待观众290万人次，还是2016年G20杭州峰会的项目之一。

### 民间传说
西湖自古以来便流传着许多民间传说和神话故事。其中最为著名的就是《白蛇传》、《梁山伯与祝英台》和《苏小小》。白蛇传中的“断桥相会”、“白娘子被压雷峰塔”等情节与西湖十景有着密切的联系。而传说中梁祝的爱情故事发生在西湖边的万松书院。

### 名人故居及墓葬

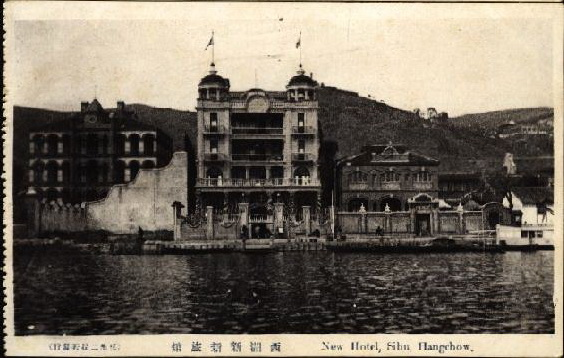
西湖畔的杭州新新旅馆

自明清以来，西湖周边就建有众多名人富豪的别墅庄园，其中许多建筑在建筑学、园林学和历史学上都具有很高的价值。
- 园林
  - 刘庄（现为西湖国宾馆）、汪庄（现为西子国宾馆）、郭庄（又名汾阳别墅）、坚匏别墅。
- 别墅
  - 澄庐（蒋介石行辕）、膺白楼（黄郛旧居）、春润庐（宋春舫别墅[103]）、秋水山庄（史量才旧居）、孤云草舍（朱家骅官邸）、静逸别墅（张静江旧居）、俞楼（俞樾故居）、寂庵（杜月笙别墅、现为印石博物馆）、罗苑（原为犹太富商哈同别墅，现为平湖秋月[104]）、蒋经国旧居、黄宾虹故居等。
- 宾馆
  - 新新饭店[105]、大华饭店、杭州香格里拉酒店。

西湖周边立有多位历史人物的墓穴、衣冠冢或宗祠。墓葬主人包括：林和靖、苏小小、武松、岳飞、牛皋、钱鏐、于谦、张苍水、俞樾、苏曼殊、章太炎、秋瑾、陈夔龙、史量才、陈布雷等。清代袁枚有诗云：“赖有岳于双少保，人间始觉重西湖”，体现了西湖与历史英雄人物的特殊关系。岳飞、于谦、张苍水被称为西湖三杰。

### 游船

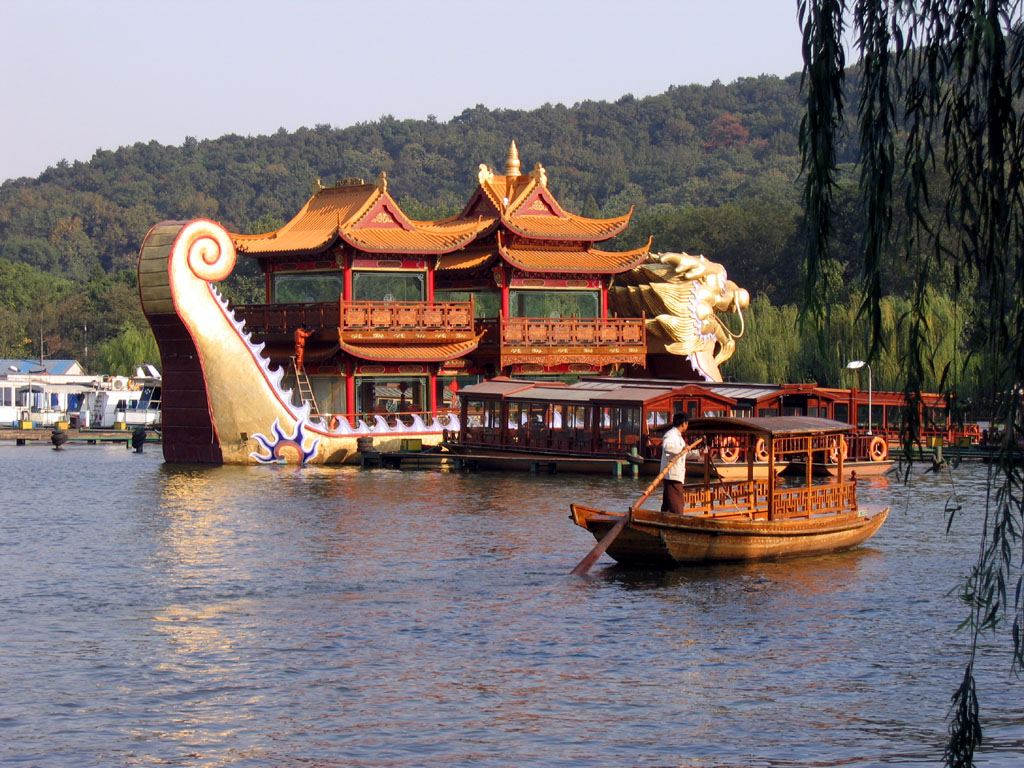
西湖游船

西湖游船有电动船、手划船、自划船、脚踏船等种类。大中型电动船由西湖游船公司经营，一般包括游小瀛洲、湖心亭两岛的门票。游船公司拥有各类大小船只370余款，其中有宋代风格的豪华画舫游船和中型游览船等。手划包租船是由船夫或船娘手划的小船，一般限乘6人。船夫一人坐在船尾，手摇船橹，向游客介绍西湖的景色。

## 脚注
1. ↑  . 浙江省测绘与地理信息局. 2010-09-30  [2011-09-05]. （原始内容存档于2013-12-02）.
2. ↑  . 中华书局. : 第二卷风景名胜篇第一章  [2009-06-23]. ISBN 7101017193. （原始内容存档于2013-03-19）.
3. ↑  . 《杭州年鉴(2004年版)》. 2004-12-13  [2008-01-25]. （原始内容存档于2009-09-21）.
4. ↑  2003年，西湖恢复了杨公堤景观，但对于新形成的水面尚未正式命名
5. 1 2  Centre, UNESCO World Heritage. . whc.unesco.org.   [2018-10-28]. （原始内容存档于2018-08-27）.
6. ↑  汉书 卷二十八上 地理志第八上
7. ↑  “于是载土石者皆弃而去，塘以之成，故改名钱塘焉。”“县南江侧有明圣湖。父老传言，湖有金牛，古见之。神化不测，湖取名焉。”水经注 卷四十
8. 1 2  《水经注》卷四十
9. ↑  唐时，杭州刺史白居易筑石涵以泄湖水。
10. ↑  武林旧事
11. ↑  新唐书 卷一百一十九 列传第四十四
12. ↑  宋史 卷二百九十二 列传第五十一
13. ↑  李传玺. . 中国经济时报. 2007-12-24  [2009-06-25]. （原始内容存档于2013-03-19）.
14. ↑  张岱. . 上海杂志公司. : 第10页.
15. ↑  张岱. . 浙江文艺出版社. : 第32页.
16. ↑  即海河、淮河、黄河、长江和钱塘江。
17. ↑  . 杭州旅游网.   [2009-06-17]. （原始内容存档于2009-08-22）.
18. ↑  . 杭州网. 2010-07-21. （原始内容存档于2015-05-06）.
19. ↑  . 中国环境网. 2007-03-02. （原始内容存档于2021-04-16）.
20. ↑  程云. . 文汇报. 2004-08-06  [2009-06-15]. （原始内容存档于2005-01-23）.
21. ↑  . 中华书局. : 第二卷风景名胜篇第一章第二节  [2009-06-15]. ISBN 7101017193. （原始内容存档于2013-03-19）.
22. ↑  .   [2009-06-17]. （原始内容存档于2014-09-30）. 1071年，任杭州通判（至1074年）；1089年，任杭州太守（至1091年）。
23. ↑  龚玉和. . 《浙江园林》2003年第1期.   [2008-02-12]. （原始内容存档于2014-08-09）.
24. ↑  吴自牧. . 山东友谊出版社. : 第45页. ISBN 7-80642-106-8.
25. ↑  元史 卷二十三 本纪第二十三
26. ↑  . 钱江晚报. 2014-06-19. （原始内容存档于2014-06-25）.
27. ↑  田汝成. . 浙江人民出版社. : 第6页.
28. ↑  . 人民出版社. 2014年版. ISBN 9787010126852.
29. ↑  翟灏. . 上海古籍出版社. : 卷三  [2008-01-25]. （原始内容存档于2008-02-09）.
30. ↑  .   [2009-06-20]. （原始内容存档于2009-09-22）.
31. 1 2  . 杭州市政府. 2003-02-09. （原始内容存档于2013-03-19）.
32. ↑  . 国际在线. 2005-10-12. （原始内容存档于2016-03-04）.
33. ↑  . 人民网.   [2009-06-22]. （原始内容存档于2009-05-01）.
34. ↑  . 华夏经纬网. 2010-09-17. （原始内容存档于2015-05-13）.
35. ↑  参见《论雷峰塔的倒掉》和《再论雷峰塔的倒掉》
36. ↑  . 中国经济网网站. 2008-11-02  [2009-06-17]. （原始内容存档于2014-01-02）.
37. ↑  . 中华书局. : 第一卷前述大事记  [2009-06-23]. ISBN 7101015379. （原始内容存档于2013-03-19）.
38. 1 2  . 中华书局. : 第二卷旅游篇概述  [2009-06-23]. ISBN 7101017193. （原始内容存档于2013-03-19）.
39. ↑  张建庭、仲向平. . 杭州出版社. : 第81页. ISBN 9787806337899. 1953年至1975年，毛泽东43次来西湖。在西湖边工作生活了将近八百多个日日夜夜。
40. ↑  王芳. . 浙江人民出版社.   [2009-06-22]. ISBN 9787213033506. （原始内容存档于2009-02-20）. 建国后，除了北京，没有一个地方比得上杭州，让主席住得那样长。
41. ↑  岳耀勇. . 检察日报. 2004-09-16  [2009-06-13]. （原始内容存档于2014-03-22）.
42. ↑  . 杭州日报. 2011-06-19.[永久]
43. ↑  .   [2008-01-26]. （原始内容存档于2016-03-04）.
44. ↑  .   [2009-06-23]. （原始内容存档于2009-05-06）.
45. ↑  . 杭州网. 2010-10-10. （原始内容存档于2016-03-04）.
46. ↑  杭州西湖风景名胜区. .   [2021-03-30]. （原始内容存档于2021-05-03）.
47. ↑  . 人民日报. 2002-09-02  [2009-06-20]. （原始内容存档于2007-11-30）.
48. ↑  . 京华时报. 2011-06-26  [2011-06-26]. （原始内容存档于2011-06-28）.
49. ↑  . 光明日报. 2002-10-26  [2008-01-29]. （原始内容存档于2011-07-26）.
50. ↑  . 人民日报. 2003-07-05  [2009-06-15]. （原始内容存档于2006-06-28）.
51. ↑  . 都市快报. 2007-04-02  [2009-06-22]. （原始内容存档于2007-10-13）.
52. ↑  . 中国杭州政府门户网站. 2009-03-08  [2009-06-20]. （原始内容存档于2009-09-22）.
53. ↑  . 杭州网. 2014-01-22. （原始内容存档于2014-01-27）.
54. ↑  . 杭州网. 2014年1月. （原始内容存档于2014-01-23）.
55. ↑  . 新华网. 2009-06-02  [2009-06-22]. （原始内容存档于2013-12-11）.
56. ↑  郑海云. . 杭州网. 2020-06-20  [2020-06-20]. （原始内容存档于2021-05-03）.
57. ↑  . 中华书局. : 第十一卷文献篇  [2009-06-23]. ISBN 7101027784. （原始内容存档于2009-07-07）.
58. ↑  . : 1924，3（1）.
59. ↑  . 中华书局. : 第二卷风景名胜篇第一章第一节“沿革”  [2009-06-23]. ISBN 7101017193. （原始内容存档于2012-08-26）.
60. ↑  . 浙江在线. 2011-06-28. （原始内容存档于2016-03-04）.
61. ↑  . 《钱江晚报》. 2006-06-16  [2009-06-15]. （原始内容存档于2006-11-13）.
62. ↑  . 浙江新闻-浙江在线.   [2020-01-12]. （原始内容存档于2021-05-03）.
63. ↑  . 《钱江晚报》. 2012-09-26  [2014-12-03]. （原始内容存档于2018-12-24）.
64. ↑  叶光庭. . 杭州出版社. 2006-08: 第61页. ISBN 7-80633-877-2.
65. ↑  . 浙江省水污染防治信息公开与公众参与平台.   [2014-12-03]. （原始内容存档于2016-03-24）.
66. ↑  浙江省生态环境厅. . 2018-06-04  [2019-01-17]. （原始内容存档于2020-05-31）.
67. ↑  沈俏静. . 《每日商报》. 2005-09-29  [2009-06-22]. （原始内容存档于2008-10-25）.
68. ↑  . 浙江新闻_浙江在线. 2003-06-14  [2020-07-08]. （原始内容存档于2021-05-03）.
69. ↑  . 杭州网.   [2020-07-08]. （原始内容存档于2021-05-03）.
70. ↑  . 浙江新闻-浙江在线. 2014-12-21  [2020-07-08]. （原始内容存档于2021-05-03）.
71. ↑  刘经雨 毛发新 何绍箕. . 杭州大学学报. 1981年7月, 8 (3): 309.
72. ↑  . 中华书局. : 第二卷风景名胜篇第一章第二节治理  [2009-06-23]. ISBN 7101017193. （原始内容存档于2013-03-19）.
73. ↑  郭卫. . 杭州网. 2019-10-12  [2020-07-08]. （原始内容存档于2021-05-03）.
74. ↑  .   [2018-07-11]. （原始内容存档于2018-07-11）.
75. ↑  杭州市地方志编纂委员会. . 杭州年鉴2004版. 2004-12-13  [2008-01-29]. （原始内容存档于2009-09-21）.
76. ↑  . 新浪新闻·外滩画报. 2003-07-10. （原始内容存档于2017-09-25）.
77. ↑  . 杭州市水文水资源监测总站. 2005-10-25. （原始内容存档于2017-09-25）.
78. ↑  . www.ce.cn.   [2021-11-21]. （原始内容存档于2021-11-21）.
79. ↑  . 新华网. 2008-01-18  [2009-06-13]. （原始内容存档于2009-01-24）.
80. ↑  . 欣欣旅游网.   [2014-12-03]. （原始内容存档于2014-08-20）.
81. ↑  . 中国青年报. 2004-01-03. （原始内容存档于2017-10-12）.
82. ↑  . 新华网. 2005-07-29.
83. ↑  . 阿邦网.   [2014-12-03]. （原始内容存档于2014-08-10）.
84. 1 2 3  . 中华书局. : 第二卷风景名胜篇第二章第一节“景点命名”  [2009-06-23]. ISBN 7101017193. （原始内容存档于2013-03-19）.
85. ↑  . 中华书局. : 第二卷风景名胜篇第二章第二节“景点分布”  [2009-06-23]. ISBN 7101017193. （原始内容存档于2013-03-19）.
86. ↑  . 浙江日报. 2012-03-12  [2018-07-11]. （原始内容存档于2018-07-11）.
87. ↑  . 中华书局. : 第二卷风景名胜篇第二章第一节“景点命名”  [2009-06-23]. ISBN 7101017193. （原始内容存档于2013-03-19）.
88. ↑  “苏公所筑之堤，堤亘十里，以防涧水，行者便之。上有六桥，下各通步。一曰映波；二曰锁澜，三曰望山；四曰压堤；五曰束浦；六曰跨虹。”，丁丙编. . 广陵书社.根据其余六桥名称中各有一个动词的规律来看，“束浦”比“东浦”更为合理。
89. ↑  . 杭州网. 2002-11-04  [2009-08-24]. （原始内容存档于2009-07-12）.
90. ↑  . 《都市快报》. 2008-02-27  [2009-06-06]. （原始内容存档于2013-03-19）.
91. ↑  .   [2018-08-02]. （原始内容存档于2019-06-11）.
92. ↑  张建庭、仲向平. . 杭州出版社. ISBN 780633789X.
93. ↑  . 中华书局. : 第一卷建置篇第四章第三节市区区片地名  [2009-06-23]. ISBN 7101015379. （原始内容存档于2007-08-24）.
94. ↑  . 新华网. 2003-10-14  [2009-06-13]. （原始内容存档于2004-11-29）.
95. ↑  . 中华书局. : 第十一卷文献篇  [2009-06-18]. ISBN 7101027784. （原始内容存档于2009-07-06）.
96. ↑  叶光庭. . 杭州出版社. 2006-08: 第106页. ISBN 7-80633-877-2.
97. ↑  叶光庭. . 杭州出版社. 2006-08: 第111页. ISBN 7-80633-877-2.
98. ↑  . 艺术品中国.   [2014-12-03]. （原始内容存档于2016-03-05）.
99. ↑  . 满橙.   [2014-12-03]. （原始内容存档于2016-03-04）.
100. ↑  . 中艺网. 2005-03-21. （原始内容存档于2016-03-04）.
101. ↑  . 浙江新闻_浙江在线.   [2020-01-12]. （原始内容存档于2021-05-03）.
102. ↑  杭州市文化局. . 浙江文艺出版社. ISBN 9787533903688.
103. ↑  张学勤. . 《浙江档案》.   [2009-06-23].[永久]
104. ↑  刘方平. . 《华东新闻》. 2005-01-12: 第十一版  [2009-06-23]. （原始内容存档于2013-12-11）.
105. ↑  戚永晔. .   [2009-06-23]. （原始内容存档于2013-04-28）.
106. ↑  叶光庭. . 杭州出版社. 2006-08: 第149页. ISBN 7-80633-877-2.
107. ↑  . 新华网. 2006-07-03  [2009-06-23].[永久]

## 延伸阅读
[在维基数据编辑]
 《欽定古今圖書集成·方輿彙編·山川典·西湖部》，出自陈梦雷《古今圖書集成》